# حاکمیت ایران بر جزایر سه‌گانه

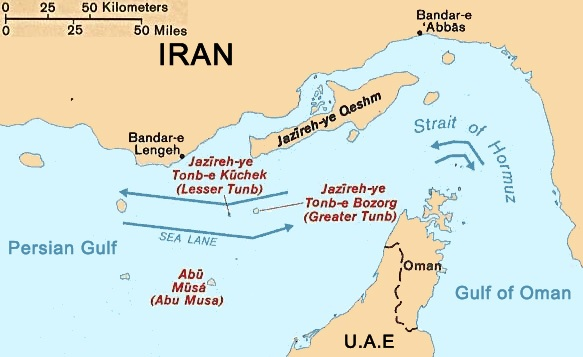
نقشه تنگه هرمز جزایر ایرانی را نشان می‌دهد

حاکمیت ایران بر جزایر سه‌گانه بوموسو (ابوموسی)، تنب بزرگ و تنب کوچک ریشه در دوره‌های پادشاهی هخامنشی، اشکانی و ساسانی دارد. در این دوران، نظم و امنیت ایرانی بر سراسر پهنه آبی خلیج پارس و جزایر آن حاکم بود.
جزایر سه‌گانه در سال ۱۹۴۸ میلادی به‌طور کامل به اشغال امپراتوری بریتانیا به عنوان قیم رسمی امارات متصالحه درآمد، اما تا سال ۱۹۷۱ هیچ‌یک از دولت‌های وقت ایران این اشغال را نپذیرفتند و ابوموسی به همراه تنب بزرگ و تنب کوچک در تقسیمات کشوری ایران قرار داشت.
در سال ۱۹۷۱، پس از توافق ایران و بریتانیا و پیش از خروج نیروهای نظامی این کشور از منطقه ابوموسی، تنب بزرگ و تنب کوچک پس از نزدیک به ۷۰ سال شکایت‌های مداوم دولت ایران علیه اشغال‌گری بریتانیا، سرانجام به ایران بازگردانده شدند و ایران و شارجه ابوموسی را به دو ناحیه انحصاری اقتدار ملی تقسیم کردند. در سال ۱۹۹۲ ایران کنترل کامل این جزیره را به دست گرفت.
امارات متحدۀ عربی با همراهی کشورهای عربی حوزهٔ خلیج پارس همچنان اصرار بر مالکیت این جزایر را دارد و بیانیه‌هایی از سوی اتحادیهٔ عرب، اتحادیه اروپا، روسیه، آمریکا و چین برای حمایت از امارات متحدهٔ عربی منتشر شده است، اما ایران این بیانیه‌ها و ادعاها را بی‌اساس دانسته و بر اساس پیشینهٔ تاریخی و فرهنگی، این جزایر را کاملاً متعلق به این کشور می‌داند. این جزایر به دلیل همجواری با بخش عمیق خلیج فارس و اشراف بر تنگه هرمز که شاه‌راه نفت است، اهمیت بالایی برای کشورهای حوزهٔ خلیج فارس و جهان دارد.

## جزایر

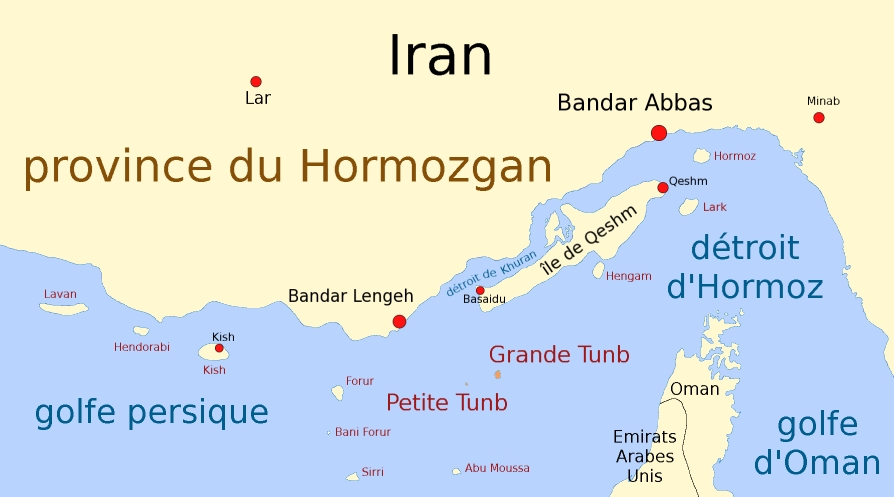
موقعیت تنب بزرگ، تنب کوچک و بوموسی

تنب‌ها به ساحل ایران نزدیک‌ترند و ابوموسی به ساحل امارات نزدیکتر است.
تنب‌ها در ۱۷ مایلی جنوب غربی جزیره قشم ایران، و ۴۶ مایلی شمال غربی نزدیکترین نقطه نسبت به خط ساحلی امارات متحده عربی قرار دارند. قطر تنب بزرگ ۲/۵ مایل است. تنب کوچک که تنها ۳۵ متر ارتفاع دارد، یک صخره بی آب و غیرقابل سکونت است که در ۸ مایلی غرب تنب بزرگ قرار دارد.
بوموسی در نزدیکی خروجی تنگه هرمز، در ۴۳ مایلی ساحل ایران و ۳۸ مایلی شمال غربی شارجه ولی در جنوب خط میانه موهومی که بنا بر استدلال بریتانیا خلیج فارس را تقسیم می‌کند قرار دارد و تقریباً سه مایل مربع است. این جزیره نسبتاً کم ارتفاع است و از دشت‌های شنی مخصوصاً در مرکز و جنوبش تشکیل شده. تپه‌های شمالی آن شامل کوه حلوا تقریباً ۱۰۰ متر ارتفاع دارد. این جزیره که غنی از اکسید آهن است آب شیرین و نخل دارد.

## پیشینه حاکمیت جزایر سه‌گانه
گزارش‌های تاریخی یونانیان و رومی‌ها و سفرنامه‌های پیش از اسلام حکایت از فارسی بودن ساکنان تمام سواحل و جزایر خلیج فارس دارد. اسناد و سنگ‌نبشته هخامنشی (جزیره خارک) که در جزیره خارک کشف شد یک نمونه از این موارد است. کتیبه خط میخی خارک با اندازه ۲۰ در ۳۰ سانتی‌متر بر روی سنگ مرجانی بومی جزیره نوشته شده است و تاج حک شده بر آن نشانگر حاکمیت و حضور مؤثر امپراتوری پارس بر جزایر دارد. این کتیبه یگانه و بی‌نظیر در سال ۱۳۸۶ هنگام هموارسازی و ساخت جاده‌ای در جزیره خارک به‌طور تصادفی پیدا شد.

در کنار کتیبه، آثاری از محل گردآوری آب شیرین و بازمانده‌های پلکان دسترسی به آن دیده می‌شود که امروزه خشک شده است. همچنین، کتیبه در سایه یک درخت بزرگ «لیل» یا انجیر معابد قرار دارد. کتیبه از شش سطر تشکیل شده که دربردارنده شش واژه به خط و زبان فارسی باستان متداول در عصر هخامنشی است. در پیرامون صخره نشان‌های میخی دیگر که گاه بسیار محو و ناخوانا هستند، دیده می‌شود. این سنگ نوشته خط میخی منحصر به فرد در اثر رها شدن بدون حفاظت، توسط عوامل مرموز تخریب شد ولی با استفاده از تصاویر گرفته شده از آن چند خط بازخوانی شده است که مربوط به حفر قنات و چاه آب است.به‌طور مشخص ابن حوقل، ابن فقیه و استخری عبارت‌های مشابهی دارند:
این دریا که از سند و کرمان تا فارس ادامه دارد و به جناوه، مهروبان، سیراف و عبادان(آبادان) ختم می‌شود، در میان همه سرزمین‌ها با نام فارس خوانده می‌شود زیرا مملکت فارس(ایران) از همه کشورها آبادتر و پیشرفته تر بوده و پادشاهان آن همه کرانه‌های دور و نزدیک این دریا را تحت کنترل خود دارند. به روزگار گذشته پادشاهان فارس بزرگ‌تر و قوی‌تر بوده‌اند و هم در این روزگار، مردمان پارس برهمه سواحل و کرانه‌های این دریا مستولی‌اند"(حاکمیت دارند).
"این جزایر همواره از گذشته‌های بسیار دور بخشی از قلمرو ایران بوده‌اند و در قرن‌های ۱۸ و ۱۹ میلادی جزء حوزهٔ صلاحیت و حکمرانی بندر لنگه به حساب می‌آمدند که خود یک بخش اداری از استان فارس بوده است.
حاکمیت ایران بر این جزایر در کتاب‌ها، اسناد تاریخی، نقشه‌های جغرافیایی و به خصوص در اسناد رسمی، گزارش‌های اداری و پانویس‌های وزارت خارجه و دفتر امور هندوستان در انگلستان در خلال قرن‌های ۱۷ و ۱۸ و بخش اعظم قرن ۱۹ و در اسناد و نقشه‌های روسیه و آمریکا نیز منعکس شده است.
از میان نقشه‌های رسمی و نیمه رسمی می‌توان به چند نمونه زیر اشاره کرد:
- در نقشه‌ها و کتاب‌های وزارت دریاداری انگلستان تحت عنوان «راهنمای دریایی خلیج فارس».
- در «نقشه اداره جنگ» انگلستان درسال ۱۸۸۷ و نقشه سال ۱۸۸۶ اداره امنیت بریتانیا که توسط سِر ادموند وولف از طرف ملکه انگلستان به ناصرالدین شاه هدیه داده شده است؛ و نقشه لُرد کروزن از ایران مورخ ۱۸۹۲ و نقشه مورخ ۱۸۹۷.[۱۲]
- نقشه شرح وضعیت دریانوردی در خلیج فارس که در سال ۱۷۸۶ توسط جان مک کلئور تهیه شده است.
- پانویس‌های جغرافیایی مربوط به امپراتوری ایران که توسط جی.ام. کیز، مشاور سیاسی سِر جام ملکم در سال ۱۸۱۳ به چاپ رسیده است.
- نقشه وزیر مختار بریتانیا در هند، کاپیتان سی.بی.اس. سنت جان در سال ۱۸۷۶.
- نقشه سال ۱۸۹۷ رنگی ایران توسط دفتر نقشه‌برداری اداره امور خارجی هند (بریتانیا) که در تمامی این نقشه‌ها جزایر تنب و بوموسی به رنگ قلمرو اصلی ایران است.

گذشته از دوره‌های مختلف تاریخی از سال ۱۳۴۶ تا ۱۵۰۰ تمامی جزایر و سواحل خلیج فارس تحت حکومت سلطان هرمز بود که خود تابع حکّام فارس یا کرمان محسوب می‌شد. در دوره استعمار مدت کوتاهی حاکمیت مؤثر ایران بر جزایر تحت‌الشعاع قرار گرفت اما ایران هرگز حاکمیت خود بر این جزایر را به دولتی تفویض نکرده است.

### دوره صفویان

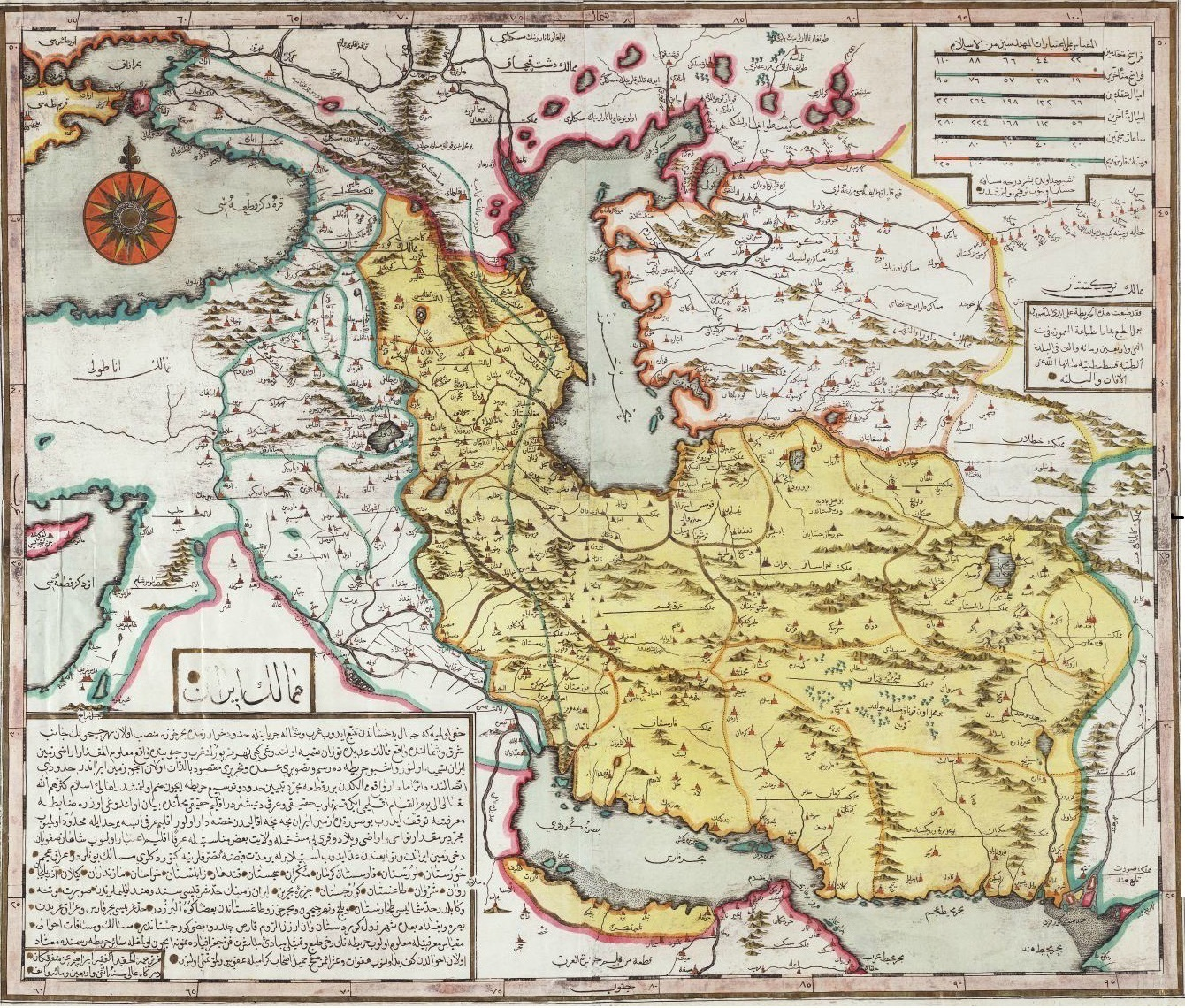
خلیج فارس در نقشه‌های عثمانی سال ۱۷۲۹

صفویان که پرتغالی‌ها را از خلیج فارس بیرون راندند، تمامی جزایر این دریا را به ایران بازگرداندند و خلیج فارس کاملاً یک دریای ایرانی شد و تا سال ۱۸۵۰ میلادی روسیه و عثمانی‌ها و بریتانیا، ایران را صاحب تمام خلیج فارس می‌دانستند (نقشه دوره عثمانی۱۱۴۲ ق). افول قدرت صفویان در اوایل قرن دوازدهم سبب ایجاد آشفتگی در ایران شد. طبق گفته شیخ قاسمی کرانه‌های مُسَنْدَم (شارجه) در دهه ۱۱۰۰ با بهره گرفتن از این آشفتگی به باسعیدو (در جزیره قشم) رسید.

#### فتح هرمز و حاکمیت بر کل خلیج فارس
در ۲۱ آوریل سال ۱۶۲۲ میلادی سپاه ایران جزیره هرمز را از بزرگ‌ترین امپراتور قرن باز پس گرفت و جایگاه خود را در جهان در فهرست ابرقدرت‌های قرن شانزدهم ثبت کرد. انگلیسی‌ها نیز ۴ کشتی خود را با خدمه فنی در اختیار ارتش امام قلی خان گذاشتند. آلفونسو دالبوکرک (پرتغالی) اعتقاد داشت هر کشوری که سه نقطه مالاگا، عدن و هرمز را در اختیار داشته باشد بر تجارت دنیا حاکم خواهد بود. اهمیت هرمز آنقدر بود که استعمارگران انگلیسی را نیز به طمع انداخته بود. سپاه ایران به دلیل شکایت‌های ایرانیان گمبرون قصد تنبیه پرتغالی‌ها در خلیج فارس را نمود و نه تنها جزیره هرمز را آزاد ساخت بلکه پرتغالی‌ها را تا مومباسا در کنیا مجبور به عقب‌نشینی کرد. این مقدمه‌ای برای شکست‌های پی در پی پرتغال در شرق آفریقا شد که با حمایت شاه ایران، امام مسقط موفق شد قلعه عظیم مامباسا را در جنگ خونینی که به جنگ صلیبی مامباسا معروف است، تصرف کند. ایران تا سال ۱۸۲۰ پرچم‌دار تمام خلیج فارس و دریای عمان شد. بریتانیا که از شکست پرتغال خرسند بود درعهدنامه مجمل ۱۸۰۸ و عهدنامه مفصل ۱۸۱۲، حاکمیت ایران را بر کل خلیج فارس به رسمیت شناخت.
در کتاب تاریخ عالم‌آرای عباسی چنین آمده است:
از پیروزی‌هایی که در این سنه مبارکه مطابق احدی و ثلثین و الف (۱۰۳۱ قمری) به نیروی اقبال قرین حال اولیاء دولت بیزوال گردید، فتح و تسخیر بلده هرموز است که بسعی امامقلیخان امیر الامرا فارس بوقوع پیوست … و در سال گذشته اشعاری شد (آن پیروزی به شعر درآورده شد) که بنابر ظهور بی‌ادبی‌های فرنگیه پرتکالیه مقیم آنجا … امیرالامرا مذکور لشکر بتأدیب (مجازات) ایشان فرستده خود نیز متعاقب رفت … در این وقت که فرنگیه پای از دایره ادب بیرون نهاده به اموری که بتحریر پیوست اقدام نمودند… جماعت [مردم انگلستان | انگلیسی] را اخبار نموده ایشان نیز بر حسب وعده آماده خدمت شدند. القصه‌امام قلی خان شجاعت شعار با جنود قاهره فارس متوجه آن صوب (سوی) گشته خود در بندر گمبرو که الیوم به [بندرعباس | بندر عباسی] موسوم است اقامت کردند و افواج قاهره (سپاهیان پیروزمند) از [دریا] با کشتی‌ها و سفاین عبور نموده داخل جزیره هرمز شدند… القصه بعد از دو ماه و چند روز امتداد ایام محاصره و جنگ و جدال به نیروی دولت و اقبال که همواره قرین حال این [دودمان] والاست، قلعه رفیع بنیان [هرموز] که در متانت و حصانت شهره جهان و از کارنامه‌های نادره فرنگیان است، مسخر اولیای دولت ابد پیوند گردید… چون خبر فتح هرموز رسید، جناب خانی (امام قلی خان) مورد تحسین و آفرین شاه (عباس) و سپاه گردید و آن خبر بهجت اثر بر مبارزان قلعه گشای رکاب همایون مبارک و میمون آمده در همان روز قلعه [قندهار] نیز بتوفیق کردگار مفتوح گشت … از هر طرف که چشم گشایی نشان فتح … وز هر طرف که گوش نهی مژده ظفر.

### دوره‌های افشاریه و زندیه
نادرشاه افشار (حک: ۱۱۴۸–۱۱۶۰)، عرب‌های مسندم را برجای خود نشاند، ولی مرگ وی آشفتگی را به ایران بازگرداند. کریم خان زند (متوفی ۱۱۹۳) قبایل عربِ ساکن در کرانه‌های شمالی خلیج فارس را سرکوب کرد و اقتدار ایران را در کرانه‌های ایرانی شمال خلیج فارس برقرار کرد. (جعفری ولدانی). در این دوران بود که شاخه‌ای از قواسم (جواسم) مُسَنْدَم، در بندر لنگه ساکن شدند و توانستند با قبول تابعیت ایران مقام ضابطی بندر لنگه و توابع آن را از کریم خان زند بگیرند. (لوریمر، ج ۱، ص ۶۳۱–۶۳۲؛ نوری‌زاده بوشهری، ص ۱۲۹؛ موحد، ص ۹۴–۹۷). در سراسر دوران صفویه، زندیه و قاجاریه، فرمانداری بندر لنگه شامل بندرهای کنگ، لافْت، چارَک و جزایر قشم، کیش، تنب بزرگ و کوچک، بوموسی، سیری / سرّی، فارور و نَبیو فارور می‌شد (مجتهدزاده، ۱۹۹۵، ص ۱۹).

### دوره قاجار
در نظام حکومتی ایالتی آن دوران که به نظام «ممالک محروسة» ایران معروف بود، فرمان‌داری و حکومت بر ولایات ایران، چه این ولایات به صورت خودمختار و تحت فرمان حاکمان محلی اداره می‌شدند چه حکومت مرکزی، فرماندار آن را تعیین می‌کرد که حق مالکیت و حاکمیت مستقلی برای فرمانداران محسوب نمی‌شد. چنان‌که پیش از فرمانداری عرب‌های قاسمی در بندرلنگه، شماری از فرمانداران ایرانی آنجا را اداره می‌کردند و پس از عزل قاسمیان در ۱۲۶۶، تعدادی از فرمانداران ایرانی اداره امور بندرلنگه و توابع آن را بر عهده گرفتند.
در ۱۸۲۰ که بریتانیا شیوخ قاسمی ساحل جنوبی خلیج فارس را که به راهزنی دریایی می‌پرداختند سرکوب کرد، قصد داشت قواسم بندر لنگه را نیز مورد تعرض قرار دهد، اما ایران با این استدلال که آن‌ها تابع ایران هستند و دزدی دریایی نمی‌کنند و اگر هم کردند دولت ایران آنان را سرکوب خواهد کرد با آن مخالفت کرد (کلی، ص ۱۶۱–۱۶۲).
براساس همین واقعیت جغرافیایی بود که از ۱۲۵۶ تا ۱۲۶۵ / دهه ۱۸۴۰ که بریتانیا در خلیج فارس اقتدار می‌یافت و جزایر خلیج فارس را به حاکمیت‌های عربی تحت‌الحمایه خود تبدیل می‌کرد، میرزا آقاسی، صدراعظم وقت ایران در اطلاعیه و پانویسی به بریتانیا همه جزایر خلیج فارس را متعلق به ایران اعلام کرد.
از اواخر عهد قاجار تا ۱۳۱۶، تقسیمات کشوری تغییر یافت و نظام سیاسی ـ اداری تازه‌ای به وجود آمد. براساس این نظام جدید، ایران به ۲۷ ایالت تقسیم شد. ایالت بیست و ششم، شامل جزایر و بندرهای خلیج فارس می‌شد و بندر لنگه و توابع آن، ولایت ویژه آن ایالت به‌شمار می‌آمدند.

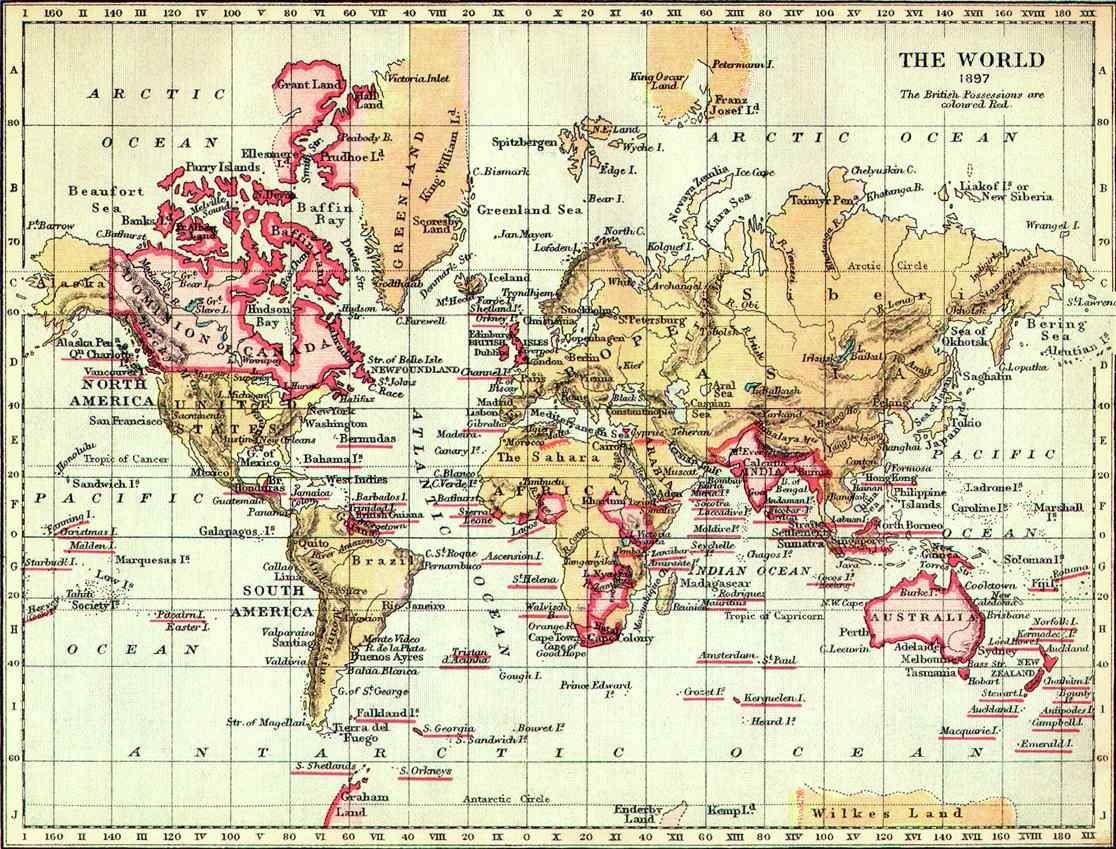
مستعمرات امپراتوری بریتانیا در سال ۱۸۹۷ میلادی با رنگ قرمز در نقشه یا زیر نامشان مشخص شده‌اند.

براساس کتاب خاطرات محمد مصدق، سیاستمدار دوره پایانی قاجار و دورهٔ پهلوی هنگامی که وی وزیر خارجه بوده است موضوع مناقشه با استعمار بریتانیا در خصوص جزایر سه‌گانه خلیج فارس پرونده و پوشه‌ای داشته است که در آن مدارک و مستندات ایران در مورد مالکیت بر جزایر نگهداری می‌شده است. محمد مصدق در صفحه ۱۶۲ کتاب «خاطرات و تألمات»، فصل بیست و چهارم با عنوان «انتصاب من به وزارت خارجه» (وزیر خارجه) ۱۳۰۲، (۱۹۲۳) دربارهٔ این جزیره‌ها چنین نوشته است:
«اولین روز ورودم به وزارت خارجه، میرزا محمد تقی خان منتخب الملک، نامه‌ای به من ارائه نمود که «سِرپرسی لورن» به نخست‌وزیر نوشته و موضوعش این بود که «جزایر «بوموسی» و «شیخ شعیب» (لاوان)، متعلق به ایران نیست و نظامیان ایران برخلاف حق در آن‌ها دخالت می‌کنند». بعد از خواندن پرونده (جزایر) متوجه شدم که این جزایر ملک مطلق ایران است. فوراً پانویس اعتراض نوشتم و چند بار هم با او مذاکرات شفاهی داشتم. اصولاً آنطور که در همه کشورها مرسوم است. باید چنین پرونده‌ای نزد وزارت کشور، وزارت دفاع و نیروی دریایی نیز وجود داشته باشد که تحولات این مناقشه را از ابتدا دنبال کرده باشد. اختلاف ایران و بریتانیا از ابتدای حضور انگلیسی‌ها در خلیج فارس موضوع اختلافات دو کشور بوده است. بریتانیا ابتدا در دو قرارداد مجمل و مفصل حق حاکمیت ایران بر خلیج فارس را به رسمیت شناخته ولی سپس با مستعمره نمودن شیخ‌نشین‌های ساحل جنوبی در واقع خود را شریک در حاکمیت خلیج فارس و همسایه ایران جا زده بود. کاری که قبلاً پرتغالی‌ها کرده بودند و شکست خوردند. تقریباً از دوره فتحعلی شاه نوشته‌های رسمی در مورد ایرانی بودن جزایر خلیج فارس وجود دارد. نامهٔ آقا میرزا آغاسی، نامه فتح‌علی‌شاه - اظهارات ناصرالدین شاه -و نامه‌ها و پانویس‌های متعدد در دوره قاجار و پهلوی که تعدادی از آن‌ها منتشر شده است.

#### بهره‌برداری ایران از خاک سرخ بوموسی
بوموسی از زمانی اهمیت پیدا کرد که معدن خاک سرخ آن مورد توجه قرار گرفت. بهره‌برداری از معدن خاک سرخ بوموسی ابتدا از سوی ناصرالدین شاه به معین‌التجار بوشهری واگذار شد، اما چند سال بعد این معدن به حال خود رها شد تا این که یکی از تجار بندر لنگه با زد و بند با شیخ قاسمی در بندر لنگه بهره‌برداری و صادرات خاک سرخ را به دست گرفت و سالانه چهل هزار کیسه خاک سرخ بهره‌برداری می‌کرد. او نیز چند سال بعد کار را رها کرد. بعد از مدتی یک آلمانی از شرکت ونک‌هاوس با دولت ایران وارد مذاکره شد و قرارداد بهره‌برداری از این معدن را به‌دست‌آورد، ولی با کارشکنی انگلیسی‌ها دوباره کار رها شد و این‌بار، انگلیسی‌ها خود بهره‌برداری را به دست گرفتند. در همین زمان ایران نیروهای مخفی به معدن فرستاد تا وضعیت بهره‌برداری غیرقانونی انگلیسی‌ها را گزارش کنند. سلمان قاسمیان از عبدالرضاهوشنگ مهدوی نقل می‌کند:
«تجدید حاکمیت ایران بر لنگه در سال ۱۸۸۷م/۱۳۰۵ ه‍. ق، و تحقیقات احمد خان دریابیگی و ارسال این موارد به دربار ناصرالدین شاه و صدر اعظم او، امین‌السلطان از دیدگاه مقامات انگلیسی یک شوک سیاسی بود. نماینده سیاسی که مخفیانه از این نامه اطلاع یافته بود، آن را برای وزیر مختار انگلستان در تهران فرستاد. ظاهراً این نخستین سندی است که ایران به‌طور رسمی بر حاکمیت دیرین خود بر جزایر تأکید نموده و به دست مقامات انگلیسی رسیده است. این نامه مقامات انگلیسی را نسبت به آینده موقعیت خود در خلیج فارس نگران نمود. هم‌زمان، پرچم ایران بر سیری برافراشته شد. اگرچه انگلستان حضور نیروهای ایرانی در این جزیره را مورد اعتراض قرار داد اما در سال ۱۸۸۸م/۱۳۰۵ ه‍.ق موقعیت ایران در سیری را به رسمیت شناخت و نسبت به اعلامیه ایران که جزایر چهارگانه را جزئی از سرزمین خود دانسته بود اعتراضی ننمود. وزیر مختار انگلستان در تهران نیز در ژوییه همان سال به ناچار موضع ایران را پذیرفت و به علاوه نسخه‌ای از نقشه ۱۸۸۶ م/۱۳۰۳ه‍. ق، شعبه اطلاعات وزارت جنگ انگلستان که در آن جزایر مذکور به رنگ خاک ایران بود را به شاه داد. این نقشه در سال ۱۸۹۱ م/۱۳۰۸ ه‍.ق تجدید چاپ شد. در سال‌های ۱۸۹۲ م/ ۱۳۰۹ ه‍.ق و ۱۸۹۷ م/۱۳۱۴ه‍.ق به دستور لرد کرزن نقشه‌هایی از ایران تهیه شد و در این موارد نیز جزایر مذکور جزئی از خاک ایران هستند.»
از طرف دیگر تقی طبرسا در رابطه با اعتراض مظفرالدین شاه به اشغال جزایر تنب و بوموسی توسط انگلستان می‌نویسد:
در این حال، مظفرالدین شاه طی فرمانی توسط عین الدوله، صدر اعظم به وزیر امور خارجه مورخ ۲۲ ربیع‌الثانی ۱۳۲۲ [۶ ژوئیه ۱۹۰۴ / ۱۵ تیر ۱۲۸۳] نوشت:
«در خصوص تمب و بوموسی … با این که دولت علیه این دو محل را که ملک ثابت خود می‌داند … و از دریابیگی و معین‌التجار هم که احتمال قوی می‌رود مستندات این کار را بدانند یا بتوانند تحصیل نمایند هم جداً خواهید خواست که هر سندی بتوانند به دست بیاورند یا دلیلی اقامه نمایند به اطلاع جناب مستطاب عالی برسانند که به لندن مرقوم بنمایید…"»

## تصرف توسط بریتانیا

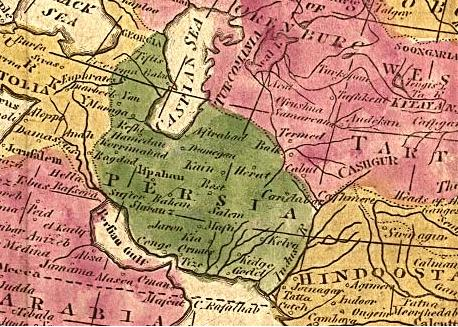
ایران در نقشه دولتی بریتانیا ۱۸۰۸, قبل از از دست دادن هرات و قبل از عهدنامه گلستان ۱۸۱۳، هرات ۱۸۵۷ و پاریس (۱۸۵۷).

در خصوص پیشینهٔ مناقشه دربارهٔ سه جزیره، چندین کتاب نوشته شده است. در کتاب اسناد نام خلیج فارس، میراثی کهن و جاودان (کتاب) صفحات ۱۹۷–۱۷۰: پاسخی کوتاه به ادعاهای بزرگ و حاکمیت بر جزایر سه‌گانه آمده است:
«به دنبال شکست جنگ‌سالاران ساحل دزدان دریایی از بریتانیا، سواحل دزدان دریایی (شارجه و راس خیمه) به تصرف انگلستان درآمد؛ و براساس قرارداد ۱۸۱۹، بریتانیا برای آن‌ها پرچم و علامت ملی و مهر درست کرد و آن‌ها را تحت حمایت (مستعمره) قرار داد. اما با تضعیف دولت مرکزی ایران پس از جنگ‌های ایران و روسیه، جنگ‌های انگلستان و ایران و جنگ هرات و مرو، نیروی استعماری بریتانیا به تدریج به سوی سواحل پارسی نیز چشم طمع دوخت، جزایر کیش و خارک و بندر بوشهر را مورد تهدید قرار داد و در پی آن، جنگ خوشاب در سال ۱۸۵۷ روی داد. علی‌رغم بهبود روابط، مناقشه دربارهٔ جزایر باقی ماند.» اسناد و مدارکی که ایران در سال‌های ۱۸۸۷ تا ۱۹۰۳ مبنی بر اعتراض به اشغال جزایر لاوان و… خلیج فارس به بریتانیا ارائه نمود عبارتند از:
۱- پانویس اعتراضی سال ۱۸۴۰ صدر اعظم ایران و ممالک محروسه حاجی میرزا آقاسی: «تمامی جزایر خلیج فارس متعلق به ایران است و انگلستان حق دخل و تصرف در آن ندارد».
۲- عهدنامه مجمل ۱۸۰۹ میلادی و عهدنامه مفصل ۱۸۱۲ میلادی دو قرارداد میان ایران و انگلستان است که دریای خلیج فارس را دریایی ایرانی دانسته و بیان داشته بریتانیا پیش از استقرار در هر نقطه از این دریا باید از ایران اجازه بگیرد.
۳- همهٔ دنیا این دریا را به نام خلیج فارس می‌شناسند، این یعنی این که جزایر آن متعلق به مملکت فارس است کما اینکه در زمان‌های قدیم هم ایرانی بوده است.
- پاسخ بریتانیا: جزایر در زمان اشغال توسط بریتانیا بدون صاحب بوده و مطابق قاعده حقوقی، تقدم در مالکیت سرزمین بدون صاحب، (قاعده عرفی دوره استعمارگری) متعلق به کشوری است که آن را تصرف کند.
- پاسخ ایران: جزایر مسکونی بوده و اتباع آن ایرانی هستند، آن‌ها برای خرید و معاملات و رفع دعاوی و ارسال شکایت‌های بین قبیله‌ای به نماینده فارس در بندر لنگه و بوشهر مراجعه می‌کرده‌اند و می‌کنند؛ و رعیت (شهروند) ایران هستند (در آن زمان شناسنامه نبود). نقشه‌های رسمی و مکاتبات شیوخ، مؤید این موضوع است.
- نامه سر پرسی لورن، سفیر انگلیس به وزارت امورخارجه ایران در سال ۱۳۰۲ خورشیدی در اعتراض به اینکه چرا دولت ایران در امور جزایر ابوموسی و شیخ شعیب دخالت می‌کند چرا که جزو قلمرو شیخ شارجه است. مصدق، وزیر امورخارجه وقت ایران این اعتراض را رد و بر حاکمیت ایران تأکید کرد.[۲۴]
- برافراشته شدن پرچم ایران در جزایر در سال ۱۹۰۳ تا ۱۹۰۴ و از نو از سال ۱۹۳۳ تا۱۹۴۱ به‌طور پیاپی.
- ۸۰ مورد شکایت و پانویس اعتراضی ایران علیه اشغال جزایر.
- شکایت به جامعه ملل (سازمان ملل آن دوره)
- تهدید ایران به شکایت به کمیته استعمارزدایی سازمان ملل برای استعمارزدایی از جزایر ایرانی در سال ۱۹۶۶
- بریتانیا به ایران اعلام کرد: نیاز به شکایت یا توسل به زور نیست و امکان رسیدن به توافق با رضایت طرفین وجود دارد.
- رضایت انگلستان برای خروج از مستعمرات در خلیج فارس و برگرداندن جزایر به ایران.
- وساطت بریتانیا برای جلب رضایت ایران در خصوص محترم شمردن استقلال شیخ‌نشینان خلیج فارس و همکاری و مساعدت ایران با آن‌ها.
- مخالفت شدید ایران با تشکیل امارات متحده عربی پیش از برگشت کامل سه جزیره.
- وساطت بریتانیا برای بستن توافق‌نامه برای انجام ترتیبات برگشت جزایر به ایران و تشکیل دولت جدید امارات در خلیج فارس.
- سفر خالد، رئیس شارجه و صقر، رئیس رأس‌الخیمه به ایران و تقاضای کمک مالی در قبال برگشت دادن جزایر سه‌گانه به ایران.
- رد قاطعانه خواسته صقر (ناصریست بود) از سوی ایران دربارهٔ واگذاری تنب بزرگ و تنب کوچک به ایران در قبال دریافت پول. بریتانیا نیز دربارهٔ برگرداندن تنب‌ها به ایران هیچ اعتراضی نکرد و فقط تلاش کرد که دربارهٔ ابوموسی امتیازاتی به نفع شیوخ از ایران بگیرد.
- در نتیجه ایران به اعطای کمک مالی سالانه یک و نیم میلیون پوند به امیر شارجه برای توسعه و عمران شیخ‌نشین شارجه موافقت نمود.
- اعطای سه فقره چک به همین مبلغ میان ایران و ویلیام لوس، میانجیگر بریتانیایی در سال ۱۹۷۱ از سوی وزارت خارجه ایران پس از امضای توافق‌نامه همکاری و ترتیبات برگشت جزایر به ایران.
- ایران این پانویس تفاهم (مذکرةالتفاهم) را تنها ترتیبات موقتی برای برگشت ابوموسی می‌دانست و هویدا فردای آن در پارلمان اعلام کرد: «جزایر سه‌گانه امروز به‌طور کامل به مام میهن برگشت و ما به هیچ چیز کمتر از حاکمیت کامل ایران بر سه جزیره رضایت ندادیم». نخست‌وزیر وقت ایران در واقع تفاهم‌نامه ۱۹۷۱ را موقتی دانست. عباسعلی خلعتبری قبل از پذیرش توافق‌نامه از طرف دولت ایران طی پانویسی به دولت بریتانیا اعلام کرد تفاهم‌نامه و ترتیبات را می‌پذیرد اما هیچ‌گونه محدودیتی را برای اعمال حاکمیت ایران نمی‌پذیرد.

- ویلیام لوس، میانجی‌گر بریتانیا و کشورهای عربی به این پانویس و بیانیه اعتراضی نکرد.
- به موجب این تفاهم‌نامه ایران قبول مساعدت کرد که سالیانه مبلغ یک و نیم میلیون لیره به شیخ شارجه بپردازد تا زمانی که آن کشور از کمک مالی برای توسعه زیرساخت‌ها بی‌نیاز شود.
- دربارهٔ جزایر تنب کوچک و تنب بزرگ که ایران آن‌ها را ملک مسلم خود می‌دانست، حاضر به پذیرش هیچ‌گونه شرط یا همکاری با رأس‌الخیمه نشد و اعلام کرد: «به زور یا با رضایت جزایر به ایران برخواهد گشت». صرف نظر از سوابق تاریخی حاکمیت ایران، انگلستان نیز پذیرفته بود که این دو جزیره در داخل حوزه قلمرو و صلاحیت دریایی ایران قرار دارد (دنیس رایت و اسدالله علم). بنابراین، انگلستان نتوانست دربارهٔ برگرداندن تنب‌ها هیچ‌گونه بهانه‌ای بتراشد و بدون هیچ شرطی دو تنب به ایران برگشت داده شد.

## جزایر سه‌گانه در دوره پهلوی
مأموران ایرانی در طول سال‌های ۱۹۳۵ تا ۱۹۷۱ بارها به صورت علنی یا مخفی به جزایر سرکشی و تحرکات انگلیسی‌ها را به‌خصوص دربارهٔ معدن خاک سرخ ابوموسی و چراغ‌های دریایی گزارش می‌کردند.
در دورهٔ ۲۲ نوامبر ۱۹۵۴ تا ۲۰ ژانویه ۱۹۵۵ سواحل ایران در خلیج فارس به صورت فرمان‌داری کل بندرها و جزایر خلیج فارس سازمان‌دهی شد. طبق طرح تقسیمات اداری جدید، تنب بزرگ جزء بخش قشم قرار گرفت که خود قسمتی از حوزهٔ بندرعباس محسوب می‌شد و جزایر تنب کوچک و ابوموسی به بخش جزیره کیش اختصاص یافت. البته ابوموسی در تابستان ۱۹۵۸ در بخش کیش ادغام شد. در این موارد، دولت بریتانیا هیچ اعتراضی نکرد.
در سال ۱۳۴۱ جزیره سیری بدون سر و صدا به ایران بازگشت. در دوره پهلوی درخواست ایران برای حاکمیت بر جزایر سه‌گانه و بهره‌برداری از خاک سرخ ابوموسی همواره مطرح بوده است. تا اینکه موضوع جزایر سه‌گانه ایرانی در خلیج فارس میان ایران و چندی از امیران عرب از سال ۱۳۴۵ خورشیدی با تضعیف موقعیت نیروهای انگلیسی در این جزایر (بوموسی، تنب بزرگ و تنب کوچک) به اوج خود رسید و در سال ۱۹۷۱ و ورود نیروهای نظامی ایران در همان سال به این سه جزیره براساس توافقات صورت گرفته میان دو کشور مرحله دیگری آغاز شد. روزی که ایران جزایر را از بریتانیا تحویل گرفت <سی ام نوامبر ۱۹۷۱> دو روز قبل از تأسیس کشور امارات متحده عربی بود. این اختلافات بر روابط ایران با کشورهای عربی و جنگ ایران و عراق اثرگذار بوده است.
قاسمی، سفیر و دیپلمات زمان شاه در برنامهٔ صدای آمریکا می‌گوید: "سال‌های ۱۹۶۸ تا ۱۹۷۱ که مذاکرات برای پس گرفتن جزایر از استعمار بریتانیا مطرح بود، سه دیپلمات جوان (....، داوود هرمیداس باوند و …) به لندن اعزام شدند تا مستندات مالکیت ایران را بر جزایر در اسناد انگلیسی بررسی کنند. آن‌ها ۶ ماه آنجا بودند و نقشه‌ها و مستندات خوبی را در اثبات مالکیت ایران آوردند که در پوشه پرونده ابوموسی نگهداری می‌شد و پرونده آن باید در وزارت خارجه وجود داشته باشد.

## باز پس‌گیری جزایر توسط ایران
در سال ۱۹۰۳ دولت‌های هند و بریتانیا، شیوخ شارجه را که آن هنگام از داشتن سرزمین بی‌بهره بود، وادار کردند که پرچم قبیله‌ای خود را برای پیش‌دستی نسبت به ایران در جزیره‌ها به اهتزاز درآورند و آن را به عنوان نشانه ای از مالکیت در اهتزاز نگه دارند. ایران اعتراض به این اقدام را تقریباً بلافاصله آغاز کرد. در مارس ۱۹۰۴ گمرک ایران پرچم شیخ را برداشت و به جای آن پرچم ایران را به اهتزاز درآورد و تفنگدارانی را برای نگهبانی آن گماشت. ایران در پی اعتراضات دیپلماتیک بریتانیا پذیرفت در ازای این که به دولت ایران فرصتی برای بحث با دولت بریتانیا دربارهٔ وضعیت این جزیره داده شود، پرچم ایران برداشته شود. در ۱۷ ژوئن ۱۹۰۴، شیخ شارجه به دستور دولت بریتانیا مجدداً پرچم خود را در ابوموسی به اهتزاز درآورد. سه روز بعد دولت ایران به این کار به عنوان نقض توافق وضع موجود اعتراض کرد. سفارت بریتانیا در پاسخ قضیه را به وزارت امور خارجه حواله کرد و در ماه ژوئیه به دولت ایران گفته شد که شیخ از حق به اهتزاز درآوردن پرچم خود در جزیره برخوردار است و این که این جزیره هنوز از سوی هیچ حکومتی به اشغال درنیامده است. در شصت و چهار سال بعد ایران و بریتانیا به تناوب درگیر مباحثات داغی در خصوص وضعیت ابوموسی و جزایر تنب بودند ولی نتیجه ای از آنها حاصل نشد تا این که در سال ۱۹۷۰ که اعتراض‌های نیرومند ایران سرانجام بریتانیای کبیر را وادار ساخت تا از راه مذاکره این مسئله را حل کند.
بازپس‌گیری جزایر ابوموسی و تنب‌های بزرگ و کوچک در ۳۰ نوامبر ۱۹۷۱ و با خروج نیروهای انگلیسی از این جزایر که در تنگه هرمز واقع شده‌اند، صورت گرفت. پس از عقب‌نشینی نیروهای انگلیسی، نیروی دریایی شاهنشاهی ایران کنترل سرزمینی این جزایر را به دست گرفت.

#### وضعیت جزایر هنگام مناقشه
به تخمین بریتانیا در سال ۱۹۷۰، ۱۵۰ عرب در تنب بزرگ زندگی می‌کردند. این جزیره هیچ زیرساخت شایان توجهی مانند بلنداسکله، یا تجهیزات نفتی نداشت. تنب کوچک نامسکون بود. ابوموسی در سال ۱۹۷۰ بلنداسکله، سوخت یا پروازگاه نداشت. جمعیت آن ترکیبی بود از برخی از ایرانیان اهل بندرلنگه و عرب‌های اهل شارجه. شرکت‌های نفتی حتی در آن زمان به میدان نفتی مبارک، که در چند مایلی شرق ابوموسی واقع است علاقمند بودند، و سعی داشتند در سال ۱۹۷۰ حفاری‌های اکتشافی را آغاز کنند که نیروی دریایی سلطنتی بریتانیا متوقف‌شان کرد. جمعیت این جزیره در سال ۱۹۷۱ حدوداً هشتصد نفر تخمین زده می‌شد.

#### تفاهم ایران و بریتانیا-شارجه (۱۹۷۱)

استقبال محمد القاسمی، حاکم شارجه از فرماندهان ارتش شاهنشاهی ایران (نفر اول سمت راست فرید خزعل از نوادگان شیخ خزعل فرمانروای خرمشهر است) در کرانه جزایر تنب، ناو آرتمیس- آذر ۱۳۵۰/۱۹۷۱.

وقتی ویلسون نخست‌وزیر بریتانیا پایان تعهدات معاهده ای بریتانیا در شرق کانال سوئز را اعلام کرد، شاه ایران نسبت به ادعاهای ایران نسبت به جزایر پرسروصداتر شد. او استدلال کرد تنها ایران می‌تواند امنیت و ثبات در خلیج فارس، از جمله آزادی ناوبری از تنگه هرمز را تضمین کند و نیروهای ایرانی برای انجام این کار نیاز به داشتن پایگاهی در این جزیره دارند.
سال ۱۹۷۰ اعتراض‌های نیرومند ایران سرانجام بریتانیای کبیر را وادار ساخت تا از راه مذاکره این مسئله را حل کند.
مذاکراتی که توسط سِر ویلیام لوس، نماینده ویژه بریتانیا در امور جزایر و امیرخسرو افشار قاسملو، نماینده ویژه و سفیر ایران در بریتانیا پیگیری شد، ماه‌ها ادامه یافت تا این که طرفین سرانجام در سال ۱۹۷۱ اندکی قبل از پایان قیمومیت بریتانیا و تشکیل کشور امارات متحده عربی، به این نتیجه رسیدند که دو جزیره تنب که در بالای خط میانه و نزدیک ساحل ایران است، بدون رد و بدل شدن هیچ توافق‌نامه‌ای به ایران بازپس داده شوند و دربارهٔ ابوموسی، طی یک تفاهم‌نامه بین ایران و شارجه، اعمال حاکمیت مشترک ایرانی - شارجه‌ای با دراختیار گذاشتن امنیت کل جزیره به ایران در نظر گرفته شود. براساس نقشه پیوست در پانویس تفاهم‌نامه، ایران و شارجه موافقت کردند تا شارجه یک پاسگاه پلیس محلی داشته باشد و ایران نیز بتواند نیروهایی را در این جزیره مستقر کند.
براساس این تفاهم‌نامه، قرار شد ایران و شارجه در مناطق تحت تصرف خود صلاحیت کامل داشته باشند و پرچم ایران در آن جا برافراشته باشد. همچنین پرچم شارجه نیز فقط در بالای ایستگاه پلیس برافراشته شود، نیمی از درآمدهای نفتی جزیره ابوموسی به‌طور مستقیم به ایران و نیمی دیگر به شارجه پرداخت گردد.
این توافق براساس تفاهم‌نامه ۲۷ نوامبر ۱۹۷۱ که از سوی ایران و شارجه زیر سرپرستی وزارت امور خارجه و مشترک‌المنافع پادشاهی متحده بریتانیا امضاء شد، شکل گرفت. بازگشت جزایر سه‌گانه به ایران روز ۳۰ نوامبر ۱۹۷۱ در شرایطی صورت گرفت که نیروهای ایرانی در جزیره ابوموسی مورد استقبال برادر حاکم وقت شارجه و حاکم فعلی قرار گرفتند. این اتفاق در شرایطی صورت گرفت که پادشاهی متحده بریتانیا هنوز مسئول روابط خارجی و دفاع سرزمینی اماراتی بود که چند روز پس از آن به امارات متحده عربی تبدیل شدند. پس از آن نماینده دایمی پادشاهی متحده بریتانیا در شورای امنیت سازمان ملل متحد در جلسه ۹ دسامبر ۱۹۷۱ از این که این ترتیبات و توافق‌ها به صلح و امنیت در منطقه یاری خواهد داد، ابراز «رضایت» کرده بود.
در حقیقت، با فشارهای متعدد بریتانیا، ایران مجبور شد که ورود به جزیره بوموسی را زیر شرایط یک پانویس تفاهم انجام دهد. حال این که ایران اصرار داشت که بدون هیچ‌گونه قید و شرطی جزایر باید به حاکمیت ایران برگردد ولی شارجه و بریتانیا ضمانت‌های لازم برای احترام به مالکیت شهروندان تابعه شارجه را درخواست داشتند.
ایران در تمام مذاکرات اعطای ضمانت به شهروندان شارجه را موقت می‌دانست.

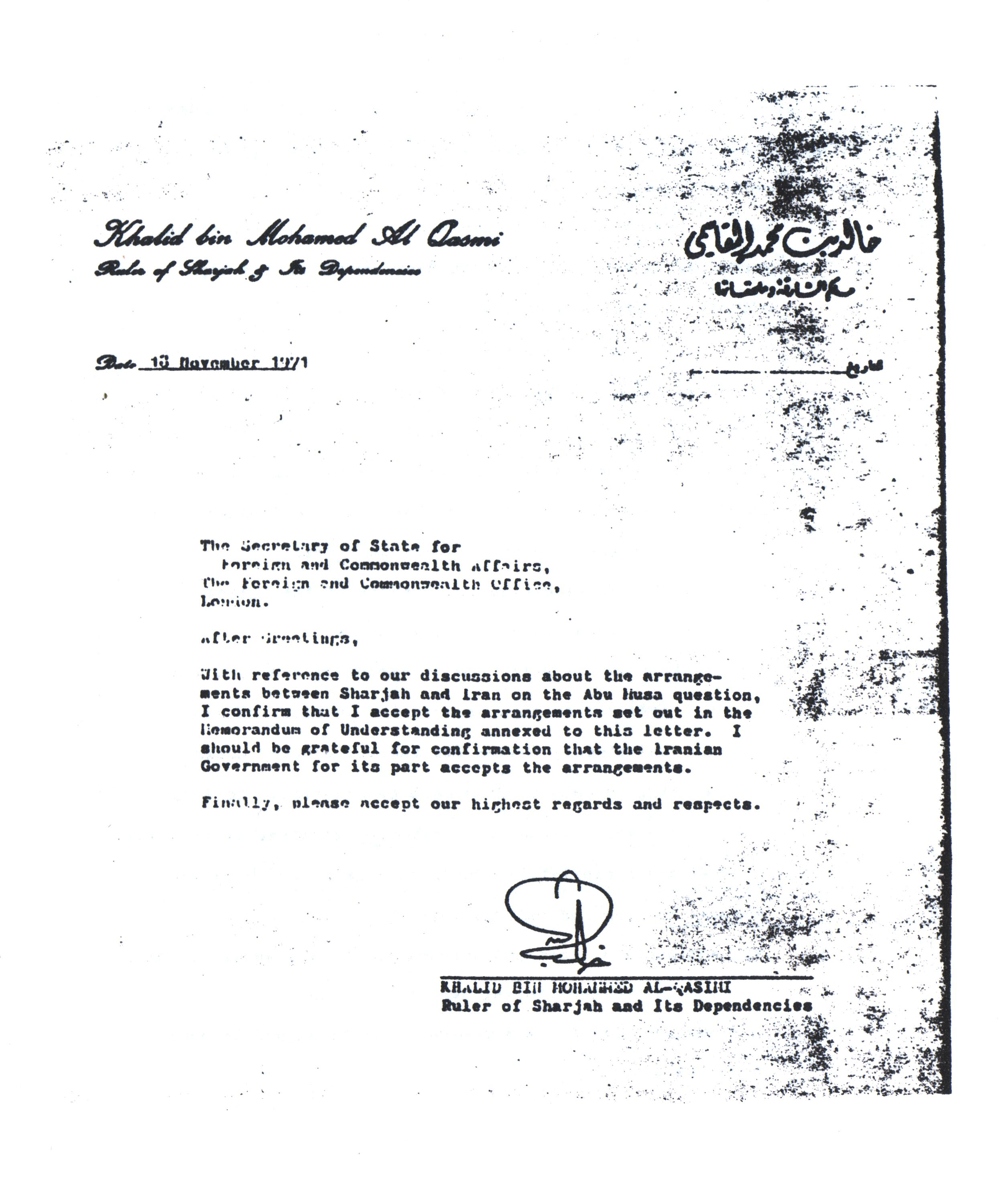
شیخ شارجه موافقت ایرانی‌ها با تفاهم‌نامه را از وزارت خارجه بریتانیا می‌خواهد.
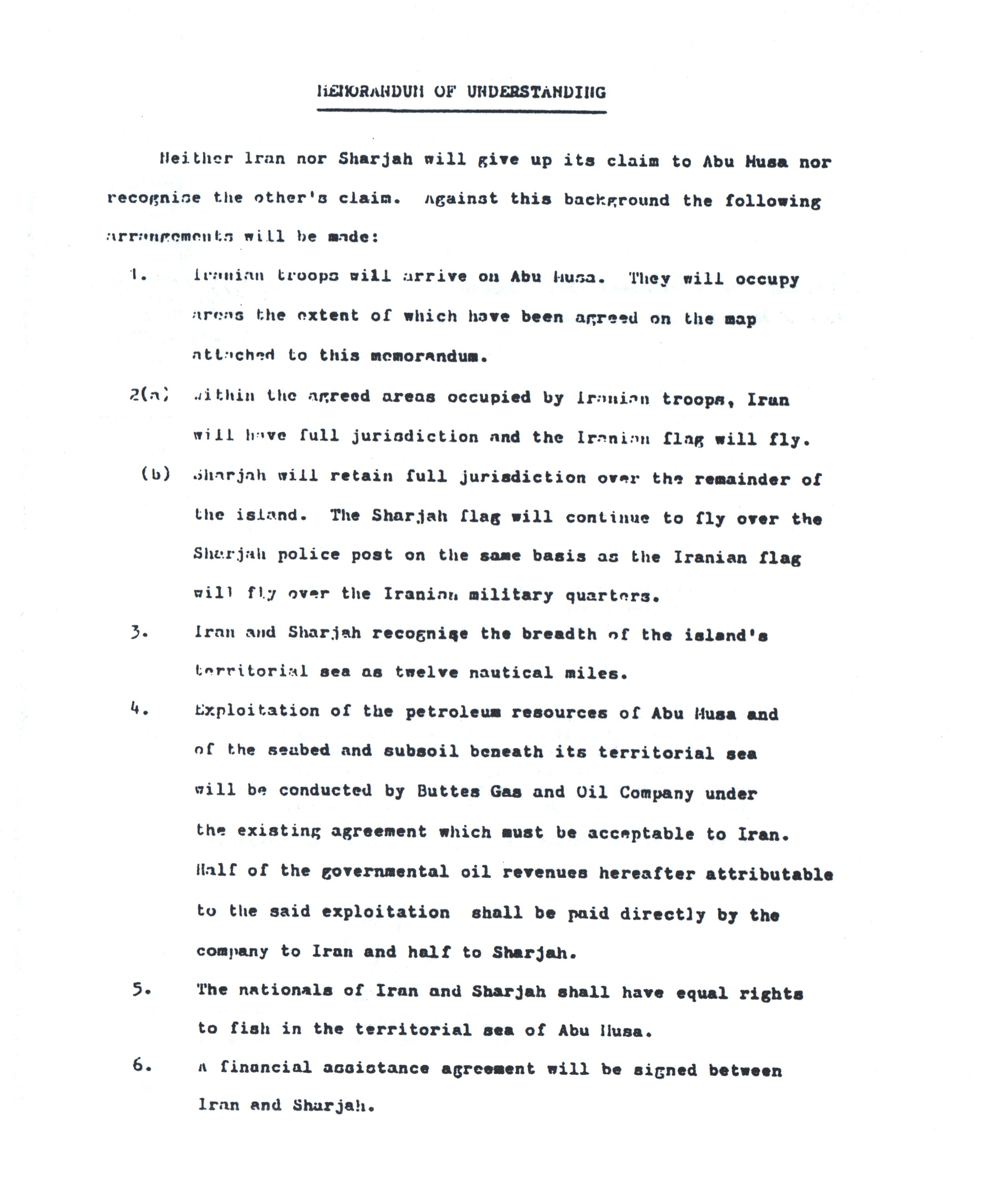
تفاهم‌نامه که پیوست نامه ۱۸ نوامبر ۱۹۷۱ شیخ شارجه به وزارت خارجه بریتانیا است.
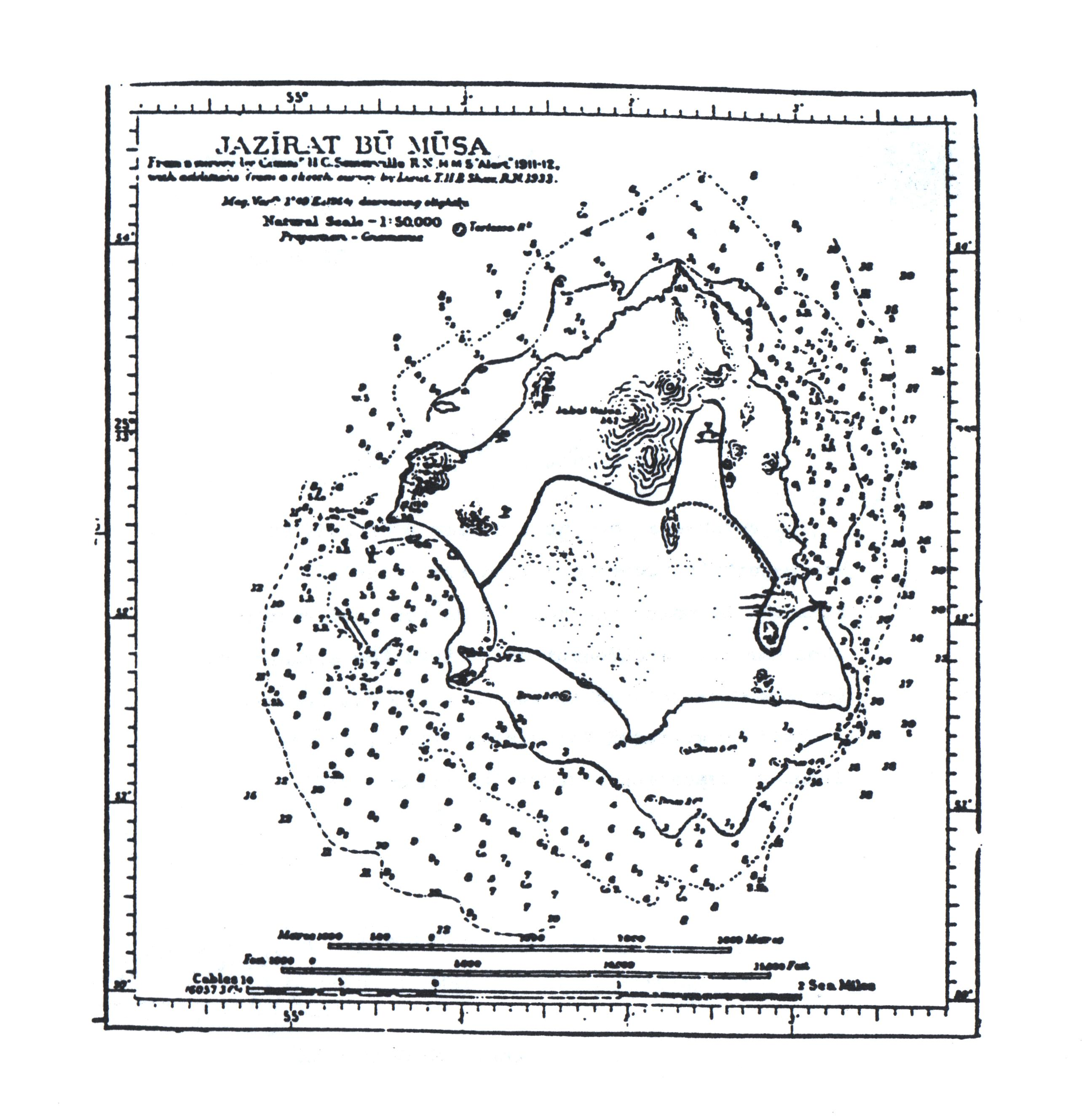
نقشه جزیره ابوموسی (Bumusa) پیوست تفاهم‌نامه.
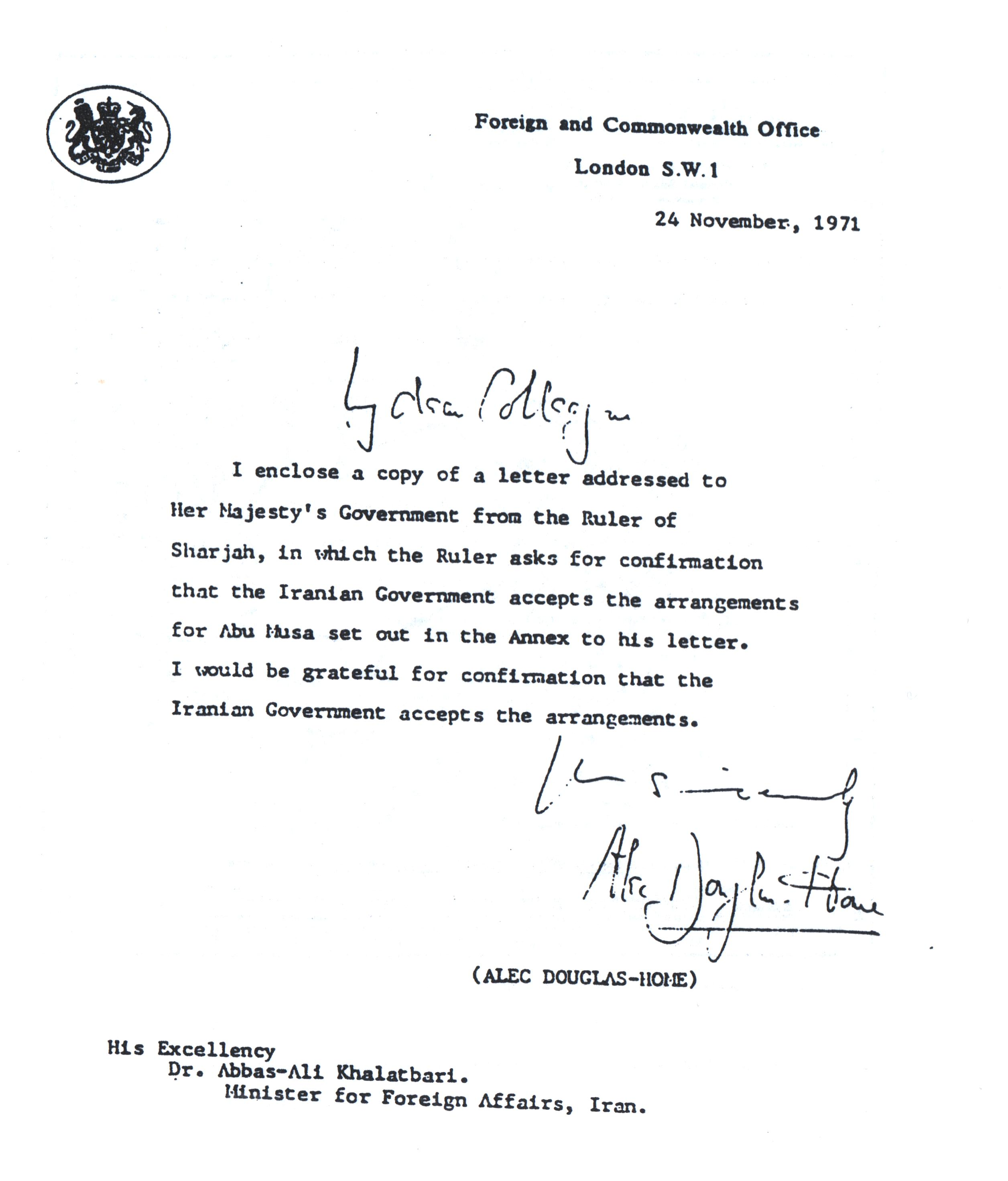
نامه ۲۴ نوامبر ۱۹۷۱ وزارت خارجه بریتانیا به وزارت خارجه ایران که موافقت ایرانی‌ها با تفاهم‌نامه را می‌طلبد.
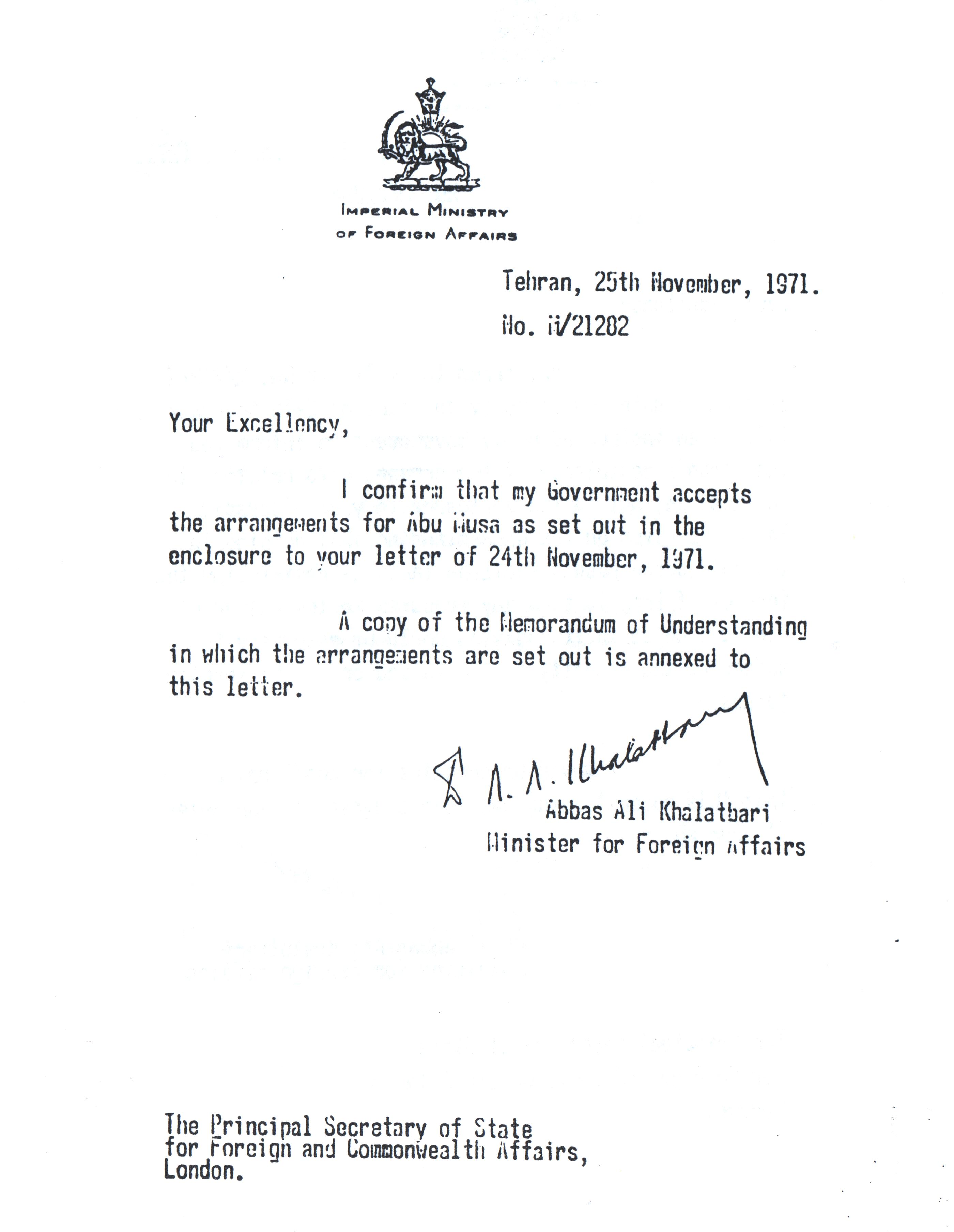
نامه ۲۵ نوامبر ۱۹۷۱ وزارت خارجه ایران به وزارت خارجه بریتانیا مبنی بر پذیرش تفاهم‌نامه از سوی ایران.
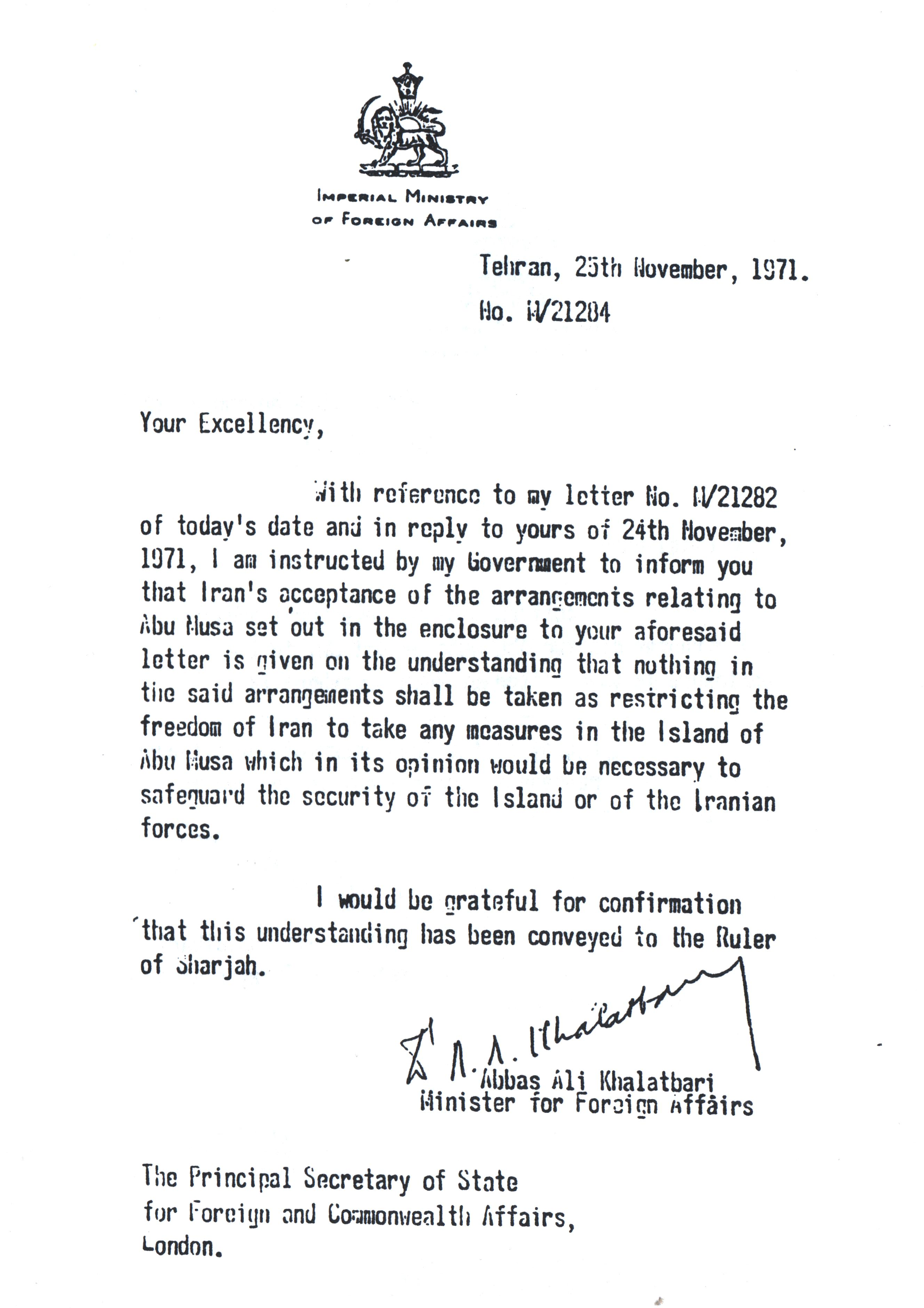
نامه ۲۵ نوامبر ۱۹۷۱ وزارت خارجه ایران به وزارت خارجه بریتانیا جهت ابراز شرایط و اخطارهای ایران در رابطه با پذیرش تفاهم‌نامه از سوی ایران.
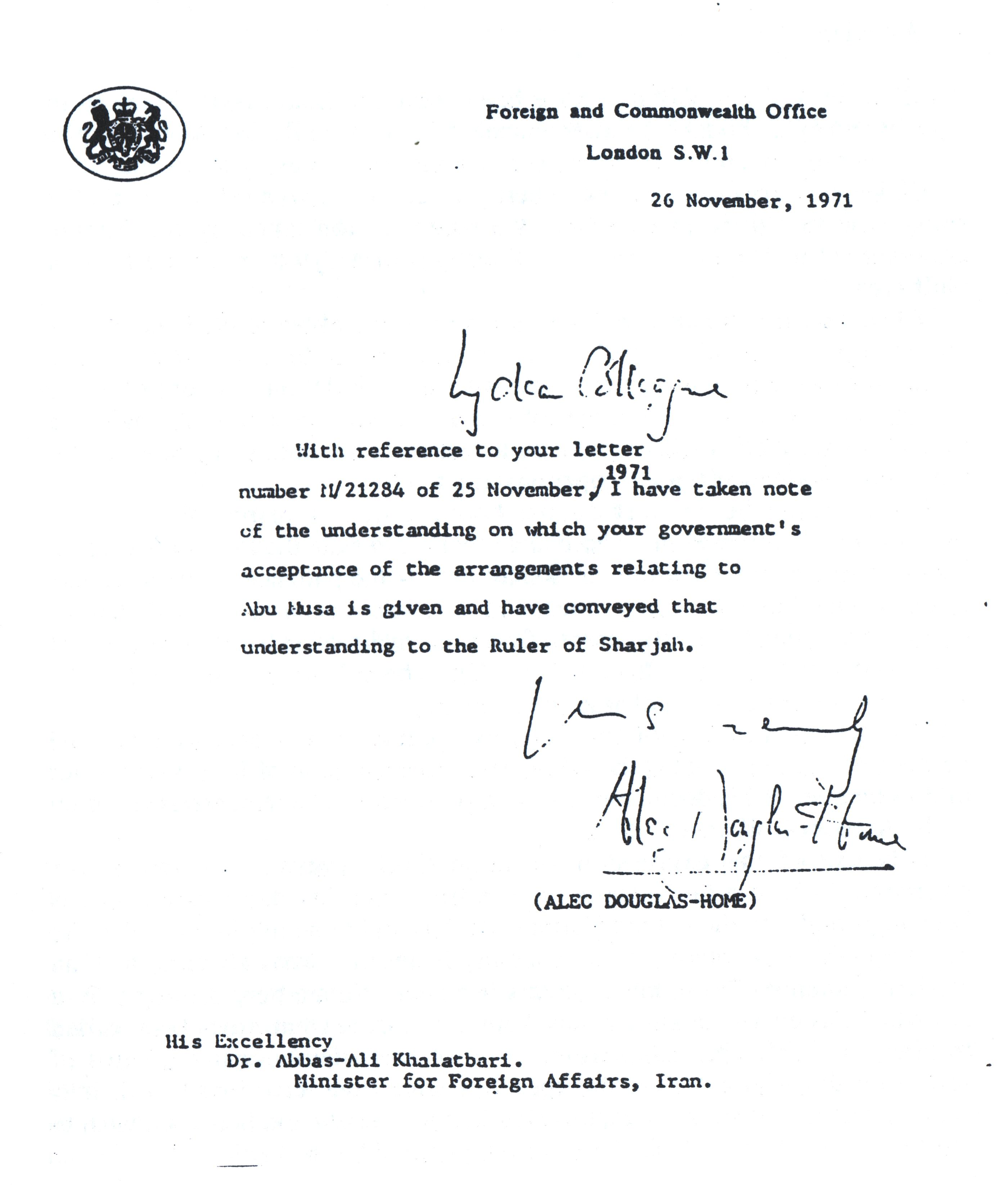
نامه ۲۶ نوامبر ۱۹۷۱ وزارت خارجه بریتانیا به وزارت خارجه ایران مبنی براینکه شرایط و اخطارهای ایران به اطلاع شیخ شارجه رسیده است.

#### متن یاداشت تفاهم
- مقدمه: ایران و شارجه هیچ‌کدام از ادعای خود نسبت به ابوموسی دست برنداشته و ادعای طرف دیگر را نیز به رسمیت نمی‌شناسند. بر این اساس ترتیبات زیر اتخاذ می‌گردد:
- ۱) نیروهای ایرانی وارد جزیره ابوموسی می‌شوند. این نیروها مناطقی را که بر روی نقشه پیوست این پانویس تفاهم مشخص شده اشغال می‌کنند.
- ۲)
  - الف) ایران در این مناطق تحت اشغال صلاحیت‌های کامل دارد و پرچم ایران (فقط) در آن جا برافراشته خواهد بود.
  - ب) شارجه در بقیه مناطق دارای صلاحیت خواهد بود و پرچم شارجه (نه امارات)، (فقط) در بالای پاسگاه پلیس (شارجه) برافراشته می‌شود، بر همان اساسی که به موجب آن پرچم ایران در فراز پایگاه‌های نظامی ایران در اهتزار خواهد بود.

- ۳) ایران و شارجه عرض دریای سرزمینی جزیره را به میزان «۱۲ مایل دریایی» به رسمیت می‌شناسند.
- ۴) بهره‌برداری از منابع نفت ابوموسی و بستر دریا و کف دریای سرزمینی توسط شرکت نفت و گاز بیوتس طبق قرارداد حاضر که می‌باید مورد قبول ایران باشد، انجام خواهد شد. نیمی از درآمدهای دولتی از نفت که از این پس از بهره‌برداری فوق حاصل شود، توسط شرکت به‌طور مستقیم به ایران و نیم دیگر به شارجه پرداخت خواهد گردید.

1. شهروندان ایران و شارجه از حقوق مساوی برای ماهی‌گیری در دریا برخوردارند.
2. یک موافقت نامه دربارهٔ کمک مالی، میان ایران و شارجه منعقد خواهد شد.

- امضاء از طرف بریتانیای کبیر ویلیام لوس - از طرف ایران…

در این تفاهم ایران و شارجه مساله حاکمیت ابوموسی را در وضعیت ابهام باقی گذاشتند، بنابراین این مساله هنوز ممکن است در زمان دیگری حل و فصل شود.
این یاداشت تفاهم ۶بندی را ایران امضاء نکرده بلکه وزارت خارجه و مشترک‌المنافع بریتانیا متن و ضمایم آن را ابتدا برای امیر شارجه فرستاده و شیخ خالد طی نامه مورخ ۱۸ نوامبر ۱۹۷۱ اعلام نموده که مفاد آن را پذیرفته است. از سوی دیگر وزیر خارجه ایران نیز طی دو نامه در یک روز به شماره W21281 تاریخ ۲۵ نوامبر ۱۹۷۱ و در پاسخ به پانویس مورخ ۲۴ نوامبر وزارت خارجه و مشترک‌المنافع بریتانیا که منضم به پانویس تفاهم مذکور بوده ابتدا پاسخ مثبت داده است و سپس، طی نامه شماره W21284 اعلام می‌کند که من از طرف دولتم مأمور شدم به اطلاع برسانم که ضمن پذیرش پانویس تفاهم - ایران هیچ گونه محدودیتی را در اجرای اقداماتی که برای امنیت جزیره لازم بداند نخواهد پذیرفت. فردای آن روز هویدا نیز همین مطلب را در بیانیه‌ای در پارلمان اعلام می‌کند.
این تفاهم نامه که طی آن مالکیت ۳ جزیره ایرانی تنب بزرگ، تنب کوچک و ابوموسی پس از اشغال طولانی مدت آن به‌وسیله دولت وقت بریتانیا به ایران بازگردانده شده به امضاء بریتانیا به عنوان قیم امارات رسیده است.
امارات بر این نظر است که شارجه تفاهم‌نامه ۱۹۷۱ بر سر ابوموسی را از سر اجبار و در آن زمان فقط به صورت موقت و برای برقراری مناسبات سیاسی (دفاکتو) پذیرفته است. این ادعا خلاف مکاتبات شارجه و وزارت خارجه برتانیا و ویلیام لوس است و از سوی دیگر، در سال ۱۹۷۱ بریتانیا مقیم خلیج فارس مسئولیت روابط مستعمرات و شارجه را برعهده داشته است و ایران در حال مذاکره با مستعمره‌گر اشغالگر بوده و شارجه طبق قراردادهای ۱۸۶۴ و ۱۸۹۲ صلاحیت مذاکره با ایران را نداشته است. شیخ محمد القاسمی حاکم فعلی شارجه، که ولیعهد برادرش خلیفه بن محمد القاسمی حاکم شارجه و نماینده او بود شخصاً از سربازان ایرانی استقبال کرد. نامه‌ای که امارات در سال ۱۹۹۲ در سازمان ملل توزیع کرد و از ایران خواست به توافق ۱۹۷۱ پایبند بماند از یک سو و توافق‌نامه مساعدت مالی به شارجه و دریافت کمک مالی از سوی دیگر نشانگر رضایت امیر شارجه نسبت به ترتیبات برگشت جزایر به ایران بوده است.
قرارداد مساعدت مالی ۳۰ نوامبر ۱۹۷۱ با ورود ایران به ابوموسی جداگانه امضاء شد. قرارداد مساعدت مالی سالانه یک و نیم میلیون پوند انگلیس جهت توسعه شارجه را دولت ایران سخاوتمندانه پذیرفت و سه فقره چک تحویل شیخ خالد داد. ایران از ۲۱ آوریل ۱۹۷۲ به مدت نه سال هر شش ماه ۱/۵ میلیون پوند استرلینگ به شیخ می‌داد تا زمانی که درآمد شیخ از نفت، گاز و مواد معدنی ابوموسی به حداقل ۷۵۰٬۰۰۰ در هر شش ماه برسد. ایران برای ترغیب شیخ به پذیرش سریعتر این قرار ۱۲۵٬۰۰۰ پوند به ازای هر ماه که او زودتر از ۲۱ آوریل قرارداد را امضا می‌کرد پرداخت می‌کرد. این مبالغ برای راحتی شیخ به ارز آمریکایی یا آلمانی پرداخت می‌شد. در پایان سال هشتم این مساعدت مالی بررسی و از سوی هر یک از طرفین قابل ابطال بود. شیخ در ۱ دسامبر ۱۹۷۱ پیشنهاد مساعدت مالی را در کلیت آن پذیرفت و اعلام کرد نامه وزیر امور خارجه ایران که حاوی این پیشنهاد بود توافقی بین ایران و او بوده و از تاریخ آن روز اجرایی است. وزیر امور خارجه ایران در نامه ای به شیخ اظهار داشت که ایران در صورتی که شیخ اقدامی انجام دهد که از دید ایران با روابط دوستانه ایران و شارجه ناسازگار باشد پرداخت‌ها را خاتمه خواهد داد یا معلق خواهد کرد. این تفاهم نامه در راستای اهداف آنی طرفین بود: هدف ایران برای به دست گرفتن کنترل نظامی و سهمی از نفت جزیره، و نیاز شارجه به پول.

#### عملیات
در ۳۰ نوامبر ۱۹۷۱، ایران کنترل جزایر مذکور را به دست گرفت.

#### پیامدها
ایران برای توضیح این عملیات این استدلال را ارائه داد که این جزایر از قرن ششم قبل از میلاد همواره جزئی از امپراتوری ایران بوده‌اند. با این حال، سیاستمداران امارات متحده عربی مدعی هستند که هیچ مدرکی در مورد تاریخ پیشا استعماری این جزایر باقی نمانده است. با این‌همه، درعهدنامه مجمل ۱۸۰۸ و عهدنامه مفصل ۱۸۱۲، حاکمیت ایران بر کل خلیج فارس به رسمیت شناخته شده است. اولین اثر نگاشته شده در مورد حاکمیت جزایر به سال ۱۵۱۸ برمی‌گردد که پرتغالی‌ها ادعا کردند که اعراب در این جزایر ساکن بوده و بر آن حکم‌رانی می‌کردند.
در دهه‌های بعد، این موضوع همچنان به عنوان موضوع مورد اختلاف بین کشورهای عربی و ایران باقی ماند. مذاکرات بین امارات و ایران در سال ۱۹۹۲ به شکست انجامید. امارات متحده عربی تلاش کرد این ادعا را به دیوان بین‌المللی دادگستری ببرد، اما ایران از قبول آن امتناع ورزید. تهران می‌گوید جزایر همیشه به ایران تعلق داشته و هیچگاه از حق حاکمیت خود بر جزایر نخواهند گذشت و همواره به عنوان بخشی از قلمرو ایران باقی خواهند ماند. امارات متحده عربی برای ادعای خود بیان می‌کنند که این جزایر در طول قرن نوزدهم تحت کنترل شیوخ قاسمی بوده است و بنابراین، حق حاکمیت بر این جزایر پس از سال ۱۹۷۱ و تشکیل کشور امارات متحده عربی به این کشور می‌رسد. ایران با بیان اینکه حاکمان محلی قاسمی که در بخشی از قرن ۱۹ در سواحل ایران مستقر بوده‌اند، تابع و فرمانبردار دولت ایران بوده‌اند،  این ادعا را رد می‌کنند. در سال ۱۹۸۰، امارات ادعای خود در مورد جزایر سه‌گانه را به سازمان ملل متحد برد، اما در آن زمان شورای امنیت سازمان ملل متحد رسیدگی به این شکایت را به تعویق انداخت و هیچ‌گاه مورد بررسی قرار نگرفت.
توماس ماتیر، مدیر اجرایی شورای سیاست‌گذاری خاورمیانه (MEPC) اظهار داشت، با توجه به اینکه ایران پیوسته از وساطت یا داوری شخص ثالث مانند دیوان بین‌المللی دادگستری امتناع ورزیده است، تصرف این جزایر نقض ماده ۳۳ منشور ملل متحده محسوب می‌شود.

## دوره جمهوری اسلامی
بر اساس یک سند سری سفارت بریتانیا در بغداد، اولویت‌های صدام حسین در آغاز جنگ چنین بود: اولویت نخست: تصرف آبادان و خرمشهر و پیشروی به سوی اهواز. اولویت دوم: پس از گذر از قصر شیرین پیشروی به سوی جاده کرمانشاه، تصرف اراضی نوار شمال و جنوب مندلی. اولویت سوم: کمک از شیخ صقر حاکم رأس‌الخیمه برای سوخت‌دهی به جنگنده‌های عراقی، حمله به جزایر سه‌گانه و اشغال آن‌ها و سپس، تحت فشار قرار دادن تهران برای آغاز مذاکره در شرایط اشغال اراضی ایران.
تفاهم‌نامه ۱۹۷۱ دو مجموعه حقوق را روشن می‌کرد، حقوق اتباع شارجه و حق انحصاری حاکمیت ملی ایرانی در خصوص موارد مطرح. در آوریل ۱۹۹۲، ایران اجازه ورود اتباع غیراماراتی به ناحیه تحت کنترل شارجه (که تابع شارجه نبودند) شامل کارگران و تکنیسن‌های پاکستانی و فیلیپینی و هندی و معلمان مصری را نداد. رخداد مشابهی در ماه اوت رخ داد و مطالبه گذرنامه و روادید از بازدیدکنندگان غیراماراتی جزیره گویی که دارند وارد قلمروی ایران می‌شوند موجی از محکومیت حضور ایران در جزیره را برانگیخت. این موضوع تا ماه نوامبر فروکش کرد و ایران به برخی از بازدیدکنندگان اجازه ورود داد و حکومت ایران کل قضیه را ناشی از سو رفتار برخی مقامات دون پایه عنوان کرد. ایران ضمن تکذیب خبر اخراج اتباع شارجه، از زبان کمال خرازی نماینده‌اش در سازمان ملل گفت که آن‌هایی که در آنجا نزیسته‌اند حق ندارند آنجا بمانند. این اظهارات توسط برخی در غرب به این تعبیر شد که فقط اتباع شارجه که ارتباط ثابت شده‌ای با جزیره دارند اجازه خواهند یافت در آینده در آن بمانند. ولایتی، وزیر خارجه ایران گفت که تفاهم‌نامه ۱۹۷۱ تنها به اتباع شارجه حق می‌دهد که در جزیره اقامت داشته باشند. نماینده‌ای از امارات در بازدید از تهران پیشنهاد داد که کمیسیونی از نمایندگان ایران و امارات برای مطالعه قضیه تشکیل شود ولی ایران بر این اساس که این مسئله بین ایران و شارجه است آن را رد کرد. به هر صورت ایران با این اقدام از محدوده خود طبق تفاهمنامه فرارتر رفت و کنترل کل این جزیره را در دست گرفت.
در سال ۱۹۹۵ ایران حضور نظامی در ابوموسی را به ۴۰۰۰ نفر افزایش داد و موشک‌های گوناگونی را در آن مستقر کرد. در مارس ۱۹۹۶ فرودگاهی در آن افتتاح شد.

### تأسیس دفاتر ایران در ابوموسی، ۲۰۰۸
در سال ۲۰۰۸ تلویزیون دولتی ایران اعلام کرد که تهران دفاتری را برای ثبت کشتی‌ها و امور دریایی در جزیره ابوموسی تأسیس کرده است. به دنبال اعلام این خبر، امارات متحده عربی کاردار ایران در ابوظبی را احضار و به این اقدام ایران اعتراض کرد. امارات متحده عربی از این اقدام ایران به سازمان ملل متحد شکایت کرد و این اقدام تهران را نقض تفاهم نامه دو کشور خواند. به گزارش خبرگزاری رسمی امارات، وام، دولت امارات متحده عربی در نامه ای به بان کی مون، دبیرکل سازمان ملل نوشته است: «اقدام غیر مشروع ایران [در بازگشایی دفاتر دریایی در جزیره ابو موسی] نقض یادداشت تفاهم امضا شده و تلاشی به منظور تغییر وضعیت قانونی این جزیره است.» حسن قشقاوی سخنگوی وزارت امور خارجه ایران در واکنش به اعتراض امارات، ضمن تأکید بر ایرانی بودن جزیره ابوموسی اعلام کرد: «جمهوری اسلامی ایران همواره اعلام کرده است که هرگونه سوء تفاهم در مورد ترتیبات اجرائی در جزیره ابوموسی در چارچوب یادداشت تفاهم ۱۹۷۱ و براساس گفت وگوی دو جانبه قابل حل است.» پس از آن عبدالرحمان العطیه، دبیرکل شورای همکاری خلیج فارس هم در بیانیه ای اقدام ایران را محکوم کرد و گفت، جزیره‌های تنب بزرگ، تنب کوچک و ابو موسی متعلق به امارات متحده عربی است و توسط ایران اشغال شده‌اند.

### سفر احمدی‌نژاد به بوموسی
محمود احمدی‌نژاد در ۲۳ فروردین سال ۱۳۹۱ در راستای برنامه‌های چهارمین دور سفر هیئت‌دولت به استان هرمزگان به جزیره بوموسی سفر کرد و در جمع مردم شهرستان ابوموسی سخن‌رانی و به شدت بر حقانیت و اصالت نام خلیج فارس تأکید کرد. این اولین دیدار یک رئیس‌جمهور ایرانی از این جزیره بود.
وزیر امورخارجه امارات سفر ریس‌جمهور ایران به جزیره بوموسی را نقض آشکار حاکمیت امارات بر سرزمین‌های خود دانست. همچنین فدراسیون فوتبال امارات بازی تدارکاتی که قرار بود بین تیم‌های فوتبال ایران و امارات برگزار شود را لغو کرد. خلیفه بن سلمان آل خلیفه،نخست‌وزیر بحرین نیز در همبستگی با امارات به این سفر اعتراض کرد و آن را نقض حاکمیت امارات خواند. نخست‌وزیر لبنان سفر احمدی‌نژاد به ابوموسی را اقدامی در راستای افزایش نزاع موجود در منطقه دانست. همچنین، دولت‌های اردن و لیبی نیز در بیانیه‌هایی جزایر سه‌گانه را جزئی از خاک امارات دانستند و از سفر احمدی‌نژاد انتقاد کردند. سخن‌گوی وزارت امور خارجه فرانسه از سفر احمدی‌نژاد به جزیره ابوموسی ابراز تأسف کرد و گفت ایران با نپذیرفتن پیشنهادهای امارات برای حل منازعه بر سر جزایر، موضع مسالمت‌آمیزی را در پیش نگرفته است. تونس هم اعلام کرد از امارات در کسب آنچه «حقوق تاریخی و مشروع‌اش» خواند حمایت می‌کند با این حال معتقد است مشکلات را باید در چارچوب گفتگو و احترام روابط میان همسایگان و منافع متقابل پیگیری کرد. «مارک تونر» سخنگوی وزارت خارجه آمریکا نیز در بیانیه‌ای از دولت ایران خواست به در خواست‌ها و پیشنهادهای امارات برای مذاکره پاسخ دهد و افزود آمریکا از خواسته دولت امارات برای حل این نزاع از طریق گفتگو یا مراجعه به دادگاه بین‌المللی لاهه، اعلام حمایت می‌کند. در یکی از صریح‌ترین مواضع آمریکا، باراک اوباما، رئیس‌جمهور ایالات متحده آمریکا، با صدور بیانیه‌ای مشترک با محمد بن زاید آل نهیان، ولیعهد ابوظبی و قائم مقام فرماندهی کل نیروی‌های مسلح امارات، در ۸ تیر ۱۳۹۱ از درخواست این کشور برای حل اختلاف بر سر جزایر سه‌گانه از طریق گفتگو، رجوع به دادگاه لاهه یا دیگر نهادهای بین‌المللی حمایت کرد. در این بیانیه تصریح شده است که ایالات متحده آمریکا «با قاطعیت از ابتکار عمل امارات متحده عربی برای حل این موضوع از طریق گفتگوی مستقیم، دیوان بین‌المللی دادگستری، یا دیگر مجامع مربوط بین‌المللی حمایت می‌کند».
در پی اظهارات معاون سخنگوی وزارت خارجه آمریکا دربارهٔ سفر احمدی‌نژاد به ابوموسی، وزارت خارجه ایران سفیر سوییس که حافظ منافع آمریکا در ایران است را فراخواند. احمدرضا پوردستان، فرمانده نیروی زمینی ارتش جمهوری اسلامی ایران گفت: «اگر بخواهد تعرضی صورت بگیرد و موضوع از طریق سیاسی حل نشود، نیروهای نظامی آماده‌اند اقتدار ایران را به کشور متعرض نشان دهند». همچنین، ۲۲۵ نفر از نمایندگان مجلس با امضای بیانیه‌ای اظهارات «مداخله‌جویانه مقامات امارات متحدهٔ عربی» و مجلس فدرال این کشور را محکوم کردند.

### پیشنهاد تشکیل استان خلیج فارس
از سال ۱۳۸۱ که تحریف نام خلیج فارس ابعاد بیشتری گرفت، عده‌ای برای پاسداری از نام خلیج فارس راهکارهایی دادند، از جمله پیشنهاد دادند که استان بوشهر به استان خلیج فارس تغییر نام پیدا کند. اما این پیشنهادها همواره با مخالفت بعضی نمایندگان یا بعضی افراد روبرو شد.
عده‌ای نیز پیشنهاد دادند که استان جدیدی متشکل از جزایر خلیج پارس به نام استان خلیج فارس به مرکزیت بوموسی تشکیل شود، اما همه این پیشنهادها تاکنون بلاتکلیف مانده است. به هر حال ایده تغییر نام استان بوشهر به استان خلیج فارس یا دریای پارس موضوعی است که در ایران طرفدارانی دارد.
پس از سفر احمدی‌نژاد، موضوع تشکیل استان توریستی فرهنگی خلیج فارس با مرکزیت «ابوموسی» مطرح شد. براساس این طرح نام «ابوموسی» به «بوموسی» تغییر پیدا می‌کرد و شهرستان‌های هم جوار این استان متشکل از جزایر تنب بزرگ، تنب کوچک، بندر سیریک، کیش، قشم، بندر لنگه و لاوان می‌شدند. یکی از دلایل موافقان این طرح این بود که با تشکیل استان خلیج فارس هواپیمایی‌هایی که از آسمان این استان عبور می‌کنند مجبورند که هنگام عبور از آسمان این استان هم نام این استان را بگویند.

## مواضع بین‌المللی
امارات در اوایل دهه ۷۰ میلادی، در نامه ای به شورای امنیت سازمان ملل با حمایت لیبی، عراق، الجزایر و یمن، بر جزایر ابوموسی، تنب بزرگ و کوچک ادعای مالکیت کرد و خواستار رسیدگی سازمان ملل به این ادعا شد. نماینده ایران در شورای امنیت اسناد و مدارک ایرانی بودن جزایر را به اعضای شورای امنیت ارائه نمود و شکایت ۴ کشور عربی برای همیشه از دستور کار خارج شد. در سال ۱۹۸۰ میلادی امارات متحده عربی دعوی خود را به سازمان ملل متحد برد، اما توسط شورای امنیت ملل متحد رد و پرونده بسته شد.
در مهر ۱۳۹۳، وزیر خارجه امارات در سخنرانی خود در اجلاس جهانی سازمان ملل بار دیگر نسبت به جزایر سه‌گانه خلیج فارس ادعاهای خود را تکرار کرد و گفت: «تهران نباید پرچم خود را در جزیره ابوموسی قرار دهد». نماینده ایران در جلسه مجمع عمومی سازمان ملل متحد نیز در پاسخ به این ادعاها، برحق حاکمیت سرزمین ایران بر جزایر ابوموسی، تنب کوچک و تنب بزرگ تأکید کرد و این سه جزیره را جزء لاینفک خاک ایران دانست و اظهارات وزیرخارجه امارات دربارهٔ جزایر سه‌گانه را مصداق دخالت در امور داخلی ایران دانست.
از سال ۱۹۷۱، شورای همکاری خلیج فارس و اتحادیه عرب مکرراً از امارات پشتیبانی کرده و از ایران خواسته‌اند کنترل جزایر سه‌گانه را به این کشور منتقل کند. در سال‌های اخیر امارات متحده عربی با ارتقای خود در عرصه جهانی موفق شده پشتیبانی کشورهای بیشتری را از ادعای خود به دست بیاورد و بخواهد این پرونده به مجامع بین‌المللی از جمله شورای امنیت و دیوان بین‌المللی دادگستری ارجاع شود. به تاریخ اکتبر ۲۰۲۴، چهار عضو دائم شورای امنیت از جمله روسیه، چین، فرانسه و آمریکا از ادعای امارات حمایت کرده‌اند. از این بین چین و روسیه به ایران نزدیکند ولی چین با وجود اعتراض ایران به این موضع از آن عقب‌نشینی نکرده است. در اکتبر ۲۰۲۴، اتحادیه اروپا نخستین سازمان منطقه‌ای غربی شد که از این جزیره‌ها تحت عنوان بخش «اشغال شده» خاک امارات یاد کرد.

## در اسناد

### اسناد جزیره‌ها
احمد تویسرکانی، رئیس سازمان ثبت اسناد و املاک ایران در ۱۹ اردیبهشت ۱۳۹۱ در یک نشست خبری اعلام کرد که تمام نقاط استان هرمزگان از جمله جزایر سه‌گانه خلیج فارس سند مالکیت دارند.

### پرونده جزایر در آرشیو بریتانیاFO
مجید تفرشی، یک پژوهشگر ایرانی مدعی است ۶هزار سند در آرشیو بریتانیا در مورد سوابق جزایر وجود دارد که مالکیت ایران را اثبات می‌کند
.
.
موحدی نیز تعدادی از اسناد آرشیو بریتانیا را در کتاب مبالغه مستعار جمع‌آوری نموده است.
نویسندگان دیگری نیز در مقالات خود اسناد زیر را ارائه نموده‌اند از جمله در کتاب «حمدی النزاع بین دولی الامارات و ایران» و کتاب «اسناد نام خلیج فارس، میراثی کهن و جاودان» (کتاب) به اسنادی اشاره کرده‌اند که سابقه نزاع و قدمت سلطه ایران بر جزایر را اثبات می‌کند.
- سند شماره 161 S/PV. تاریخ ۹/۱۲/۱۹۷۱، آرشیو بایگانی شورای امنیت.
- سند شماره 10740 S/ تاریخ ۱۸/۷/۱۹۷۲ آرشیو بایگانی شورای امنیت.
- سند شماره 2055 S/PV. تاریخ ۵/۱۰/۱۹۷۲ آرشیو بایگانی شورای امنیت.
- سند شماره 1763 S/PV. تاریخ ۲۰/۲/۱۹۷۴ آرشیو بایگانی شورای امنیت.

1. UN Report of the Secretary General on the work of the Organnisaion , 16 june 1971 to 15 june 1972. Bathurst & Northcutt op .cit ,pp. 11–14.
2. UN Report of Secretary General Offical Records , 27the Session pp. 76

- آرشیو اسناد مکاتبات وزارت خارجه بریتانیا FO و اداره ششم سیاسی.

1. سند شماره FO 371/13009، نامه مقیم خلیج فارس به دولت هند بریتانیا۲۷سپتامبر. ۱۸۸۷
2. F.O. 416/17, R/15/11253. Residency Agent Lingeh to Political Resident in the Persian Gulf, 4 April 1904.
3. - F.O. 416/17. R/15/1/253/ india office to Foreign office. 14 April 1904. Enclosing Telegram from viceroy. 13 April 1904.
  - IBID , POLITICAL RESIDENT MEMOTANDUM OF MAY 1895 .P.985/O
4. TELEGRAM FROM TEHRAN TO POLITICAL RESIDENT PERSIAN GULF 20 MAY 1905 P.116/05
5. FO 371/13721 , INDIA OFFICE TO FO , ۲۵ اکتبر ۱۹۰۲
6. - F.O.248 /843. R/15/1/253. Cox To Ruler of sharjah.5 Aug 1905.
7. - F.O. 416/17. R/15/1/253.Harding to the Marquess of Landsdown. 20 April 1904.
8. - F.O. 416/17. R/15/1/253.F.O(Foreign Office) To India Office. 23 April 1904.
9. - F.O. 416/18. R /15/1/253. Telegram From the Marquess of Landsdown to Sir A Harding Minister at Tehran. 11 MAY 1904.
10. - F.O. 416/18. R/15/1/253. Telegram from Harding to the Marquess of Landsdowne. 24 MAY 1904.
11. - F.O. 371713721, E 262/52/91, Jan 16th 1929, Persian claim to Abumusa and Tunb' Report by A. F. Orcharad (F.O) Dec 3rd, 1927.
12. .F.O.371/17827.1934. Arabia E5652/3283/91.M.Q.W.Rendel.(F.O) to J.G.Laitwaite (I.O) dated 13 oct. 1934.
13. - F.O.371/18901.P.116. Mar 12.1932. pp. 116&۱۱۷.
14. - F.O. 248, 448, No. 87. 26th sep. 1887 F.O. 248, 448, No. 222, enclosed with letter No. 88 To The British charge d’Affair at Tehran.
15. -FO 371/14478 , MEMORANDUM , SUGGESTION THAT THE ISLAND OF TUNB MIGHT BE LEASED TO PERSIA , ۱۴ نوامبر ۱۹۳۰
  - - FO 371/15276 , BRITISH RESIDENCY AND CONSULATE GENERAL , BUSHIRE.
16. FO 371/17827 , PERSIAN CLAIM TO TUNB AND ABU MOSA FROM FO , MEMORANDUM , BY Mr. D.W. LASELLES 4 SEP. 1934.
17. FO 371/ 18901 , THE PERSIAN CLAIM TO THE ISLAND OF TUNB AND ABU MOSA 17/5/1935
18. FO 1089/13 BRITISH RESIDENCY , BAHRAIN , 10 NOV 1954.
19. FO 371/109852 , BRITISH EMPASSY , TEHRAN , 18 DEC. 1954.
20. FO 371/114640/FO TO THE SECRETARY OF THE ADMIRALTY , ۳۱ ژانویه ۱۹۵۵
21. FO , TO g.e. MiLLARD , TEHRAN , ۲ نوامبر ۱۹۶۱
22. FO 371/13721 , FROM BRITESH RESIDENCY TO THE FOREIGN SECRETARY .NEW DELHI
23. - Wolf, 22 July, 1888. 1888. Enclosing Map of Persia. Public Records Library.
24. - Wolf, 21 Aug, 1888. To Mr Marquis of Salisbury No,160. P.R. Library.
25. - Wolf, 22 Aug, 1888. Enclosing Map of Persia No,105. P.R. Library.
26. - Wolf, 7 Sep, 1888. To Mr Marquis of Salisbury No,176. Public Records Librar